# Palacio de la Moneda
El Palacio de la Moneda, comúnmente conocido como La Moneda, es la sede del presidente de la República de Chile ubicado en la ciudad capital de Santiago. También alberga la Secretaría General de la Presidencia y a la Secretaría General de Gobierno. Se ubica en la comuna de Santiago, entre la calle Moneda, calle Morandé, Alameda del Libertador Bernardo O'Higgins, y calle Teatinos. Al norte se ubica la plaza de la Constitución y al sur, la plaza de la Ciudadanía.
La Moneda tiene cuarenta habitaciones, una para el presidente —que tiene otras residencias, como el palacio de Cerro Castillo, lugar de descanso en la ciudad de Viña del Mar o la mansión de la comuna de Machalí, en la región de O'Higgins, conocida como la Casa 100— y las restantes para sus ministros.

## Historia

### Periodo colonial

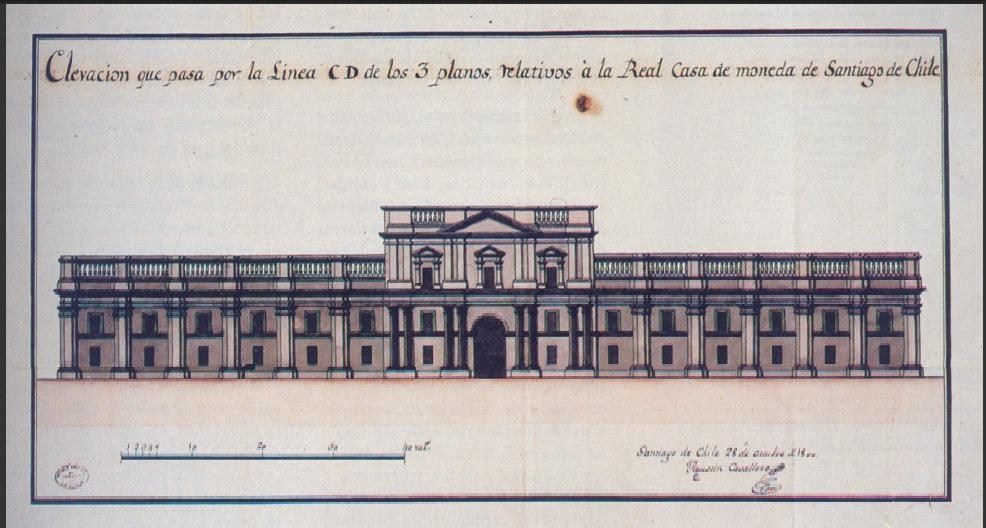
Elevación de la Real Casa de Moneda, realizada por Joaquín Toesca.

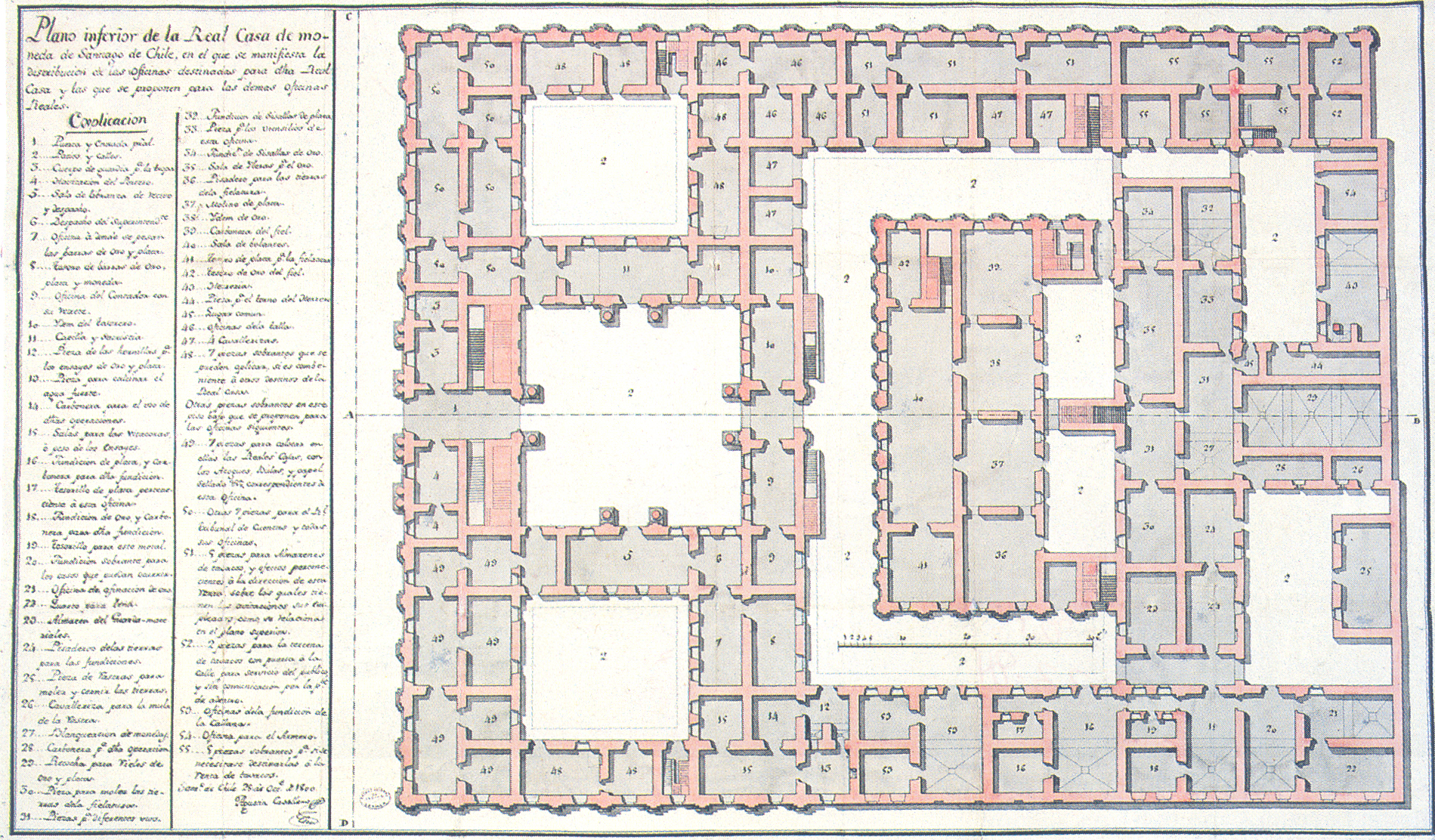
Plano inferior de la Real Casa de Moneda.

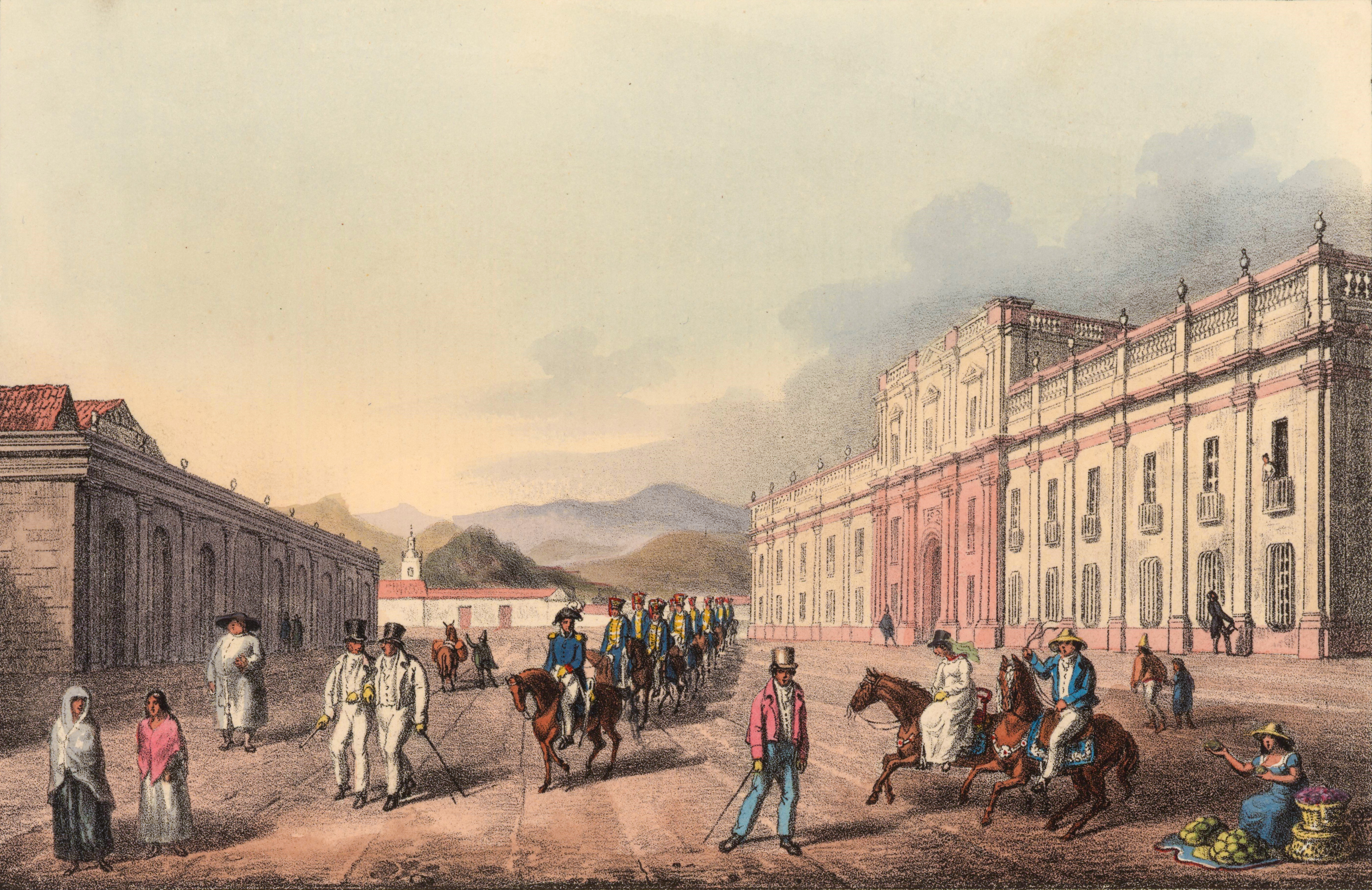
La colonial Casa de la Moneda de Santiago (hoy Palacio de la Moneda) en 1824, litografía coloreada de George Johann Scharf, basada en un boceto de James Paroissien. Biblioteca John Carter Brown.

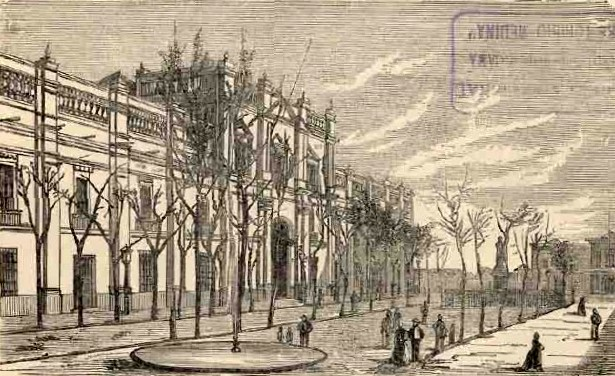
Palacio de la Moneda en 1872 por Recaredo Santos Tornero del libro Chile Ilustrado.

El palacio fue originalmente proyectado para albergar la Casa de Moneda en la época colonial chilena. En vista que las autoridades locales de entonces no contaban con los recursos para establecer una casa de acuñación, así como tampoco la Corona Española, el rey Felipe V, por Real Cédula de 1.º de octubre de 1743, decidió conceder a un particular la realización del proyecto, quien asumiría las eventuales pérdidas y ganancias. Fue así como la Real Casa de Moneda se estableció en un solar distinto del actual, y acuñó la primera moneda el 10 de septiembre de 1749, gracias al financiamiento de Francisco García de Huidobro, I marqués de Casa Real.
Posteriormente, el rey Carlos III decidió que la Real Casa de Moneda de Santiago fuera administrada por funcionarios de la Corona. El Gobernador del Reino, en nombre del monarca, tomó posesión del establecimiento en 1772. En compensación, García de Huidobro fue nombrado tesorero perpetuo de la Casa de Moneda. El establecimiento se trasladó al antiguo colegio de los jesuitas, que estaba desocupado luego de su expulsión; pero pronto fue claro que se debía construir un local apropiado. Se hicieron planos para ello, que se enviaron para su aprobación al virrey del Perú, quien los rechazó y ordenó hacer otros nuevos.
Por esa época, el obispo de Santiago, Manuel de Alday, estaba trabajando en las obras de la nueva catedral y solicitaba a España colaboración para concluir la obra. Uno de los destinatarios de sus ruegos, fue el abate Pedro Toesca, ecónomo del Colegio Cardenalicio en Roma, quien hizo llegar la solicitud a su hermano Joaquín. Era este uno de los arquitectos que desde Italia pasó a España, cuando Carlos III accedió al trono, como ayudante de Francisco Sabatini, quien asumió numerosos proyectos, entre ellos la continuación del Palacio Real de Madrid. "Ayudante del gran taller madrileño de Sabatini, Toesca habría realizado allí su vocación de arquitecto, de no haberse empeñado el Obispo de Santiago de Chile en concluir su Catedral".
Joaquín Toesca y Ricci, quien sería el autor del palacio de La Moneda de Santiago, nació en Roma en 1752. Se educó en Milán, Barcelona y en su ciudad natal, iniciándose en el estudio de la arquitectura con Sabatini, quien llegó a ser su maestro y amigo, como ya se ha señalado.
Toesca arribó a Santiago a comienzos de 1780 y de inmediato se dedicó a las obras de la Catedral. Su excelente trabajo llevó al gobernador Agustín de Jáuregui, en junio de ese año, a pedirle que realizara un proyecto para la Real Casa de Moneda, que se ubicaría en un solar próximo al río Mapocho, y al puente de Cal y Canto. Toesca elaboró los planos y los presentó al gobernador en 1782. Un juego de 13 planos fue enviado al virrey de Lima para su aprobación, como era obligatorio en aquel tiempo. Mientras tanto, se iniciaron las obras de cimentación del edificio, pero a un metro de profundidad aguas subterráneas anegaron la obra, que fue paralizada, en enero de 1784 por el nuevo gobernador Ambrosio Benavides. Toesca debió buscar un nuevo emplazamiento para la obra. De entre los varios propuestos, el preferido por el arquitecto fue el sitio del Colegio Carolino, que había pertenecido de los jesuitas, conocido como "solar de los teatinos", por la comunidad religiosa que allí residió. El rector del Colegio firmó a mediados de 1784 un acuerdo para el traspaso del sitio.
En enero de 1786 comenzaron las obras y un año después llegaron los materiales: cal de la hacienda Polpaico; arenas del río Maipo; piedras de la cantera colorada del cerro San Cristóbal; madera de roble y ciprés de los bosques valdivianos; cerrajería y forja española de Vizcaya; y 20 variedades de ladrillos horneados en Santiago para la construcción de dinteles, esquinas, pisos, molduras y los sólidos muros de más de un metro de espesor. La rejería, sólida como para un castillo medieval y fundamental para proteger los caudales del Reino, fue minuciosamente dibujada por Toesca.
Durante el gobierno de Ambrosio O'Higgins —quien consideraba que el edificio superaba en mucho la obra para la cual estaba destinada, pero que no por ello dejó de apoyar al arquitecto— Toesca encargó a España el resto de los materiales, que fueron traídos en la fragata El África y llegaron al puerto de Valparaíso en marzo de 1792. El listado comprendió: 104 rejas para ventanas, 42 balcones, chapas y pestillos, 620 clavos de media vara, 5500 clavos de tercio, 18 000 de cuarto y 28 quintales de clavos medio tillado. Sus paredes se construyeron de ladrillos gruesos unidos con mortero de cal y arena del río, dándoles más de 1 metro de espesor, para que el edificio soportara los terremotos de Santiago, ciudad altamente sísmica. "Todas las obras que proyectó y ejecutó reunían, a la belleza y solidez consultadas en los planos, una esmerada ejecución, que les ha permitido desafiar el tiempo y las conmociones de la tierra", señalaba sobre Toesca el historiador Francisco Antonio Encina.
Joaquín Toesca murió en el 11 de junio de 1799, a los 47 años de edad, sin ver terminada la Real Casa de Moneda; en su reemplazo fue nombrado el ingeniero militar Agustín Cavallero, quien siguió las directrices de Toesca, y confeccionó los planos más antiguos que se conservan del edificio (de 1800), dado que los del propio Toesca desaparecieron. Luego que el Rey trasladara a Cavallero a Panamá, en 1802, "a cargo del inconcluso palacio quedaron Miguel María Atero e lgnacio de Andía Varela, chileno este último, discípulos ambos de Toesca y Cavallero. A partir de 1805 realizó obras en las terminaciones del edificio otro seguidor del italiano, el criollo Juan José de Goycoolea, quien concluyó, entre otras cosas, la capilla y los pilones de piedra y cobre que se colocaron frente a la fachada principal, en la plazuela formada a instancias del Conde de la Quinta Alegre para dar perspectiva al palacio, para lo que se adquirieron y demolieron las casas de la acera norte de la calle llamada desde entonces, de la Moneda Nueva". Esta plazuela, que ocupaba aproximadamente un cuarto de su manzana, existió de 1805 a 1935, cuando sus construcciones fueron demolidas para dar paso a la actual plaza de la Constitución.
Después de 25 años de obras, La Moneda fue oficialmente inaugurada en 1805 por el gobernador de la época, Luis Muñoz de Guzmán, a pesar de que parte del edificio quedó inconclusa por largo tiempo. Desde 1798 dirigía el establecimiento, como superintendente de la Casa de Moneda, José Santiago Portales, quien usaba como habitación para sí y su familia de 22 hijos, el amplio departamento que le correspondía en el segundo piso del palacio. Durante la Reconquista, el superintendente, que había sido partidario de la Independencia, fue destituido y desterrado al archipiélago de Juan Fernández, y luego a Melipilla. Tras la victoria de Chacabuco, el director supremo Bernardo O'Higgins lo repuso en su cargo. Así, al superintendente Portales le correspondió dirigir la acuñación de las primeras monedas del Chile independiente.

### Sede de gobierno

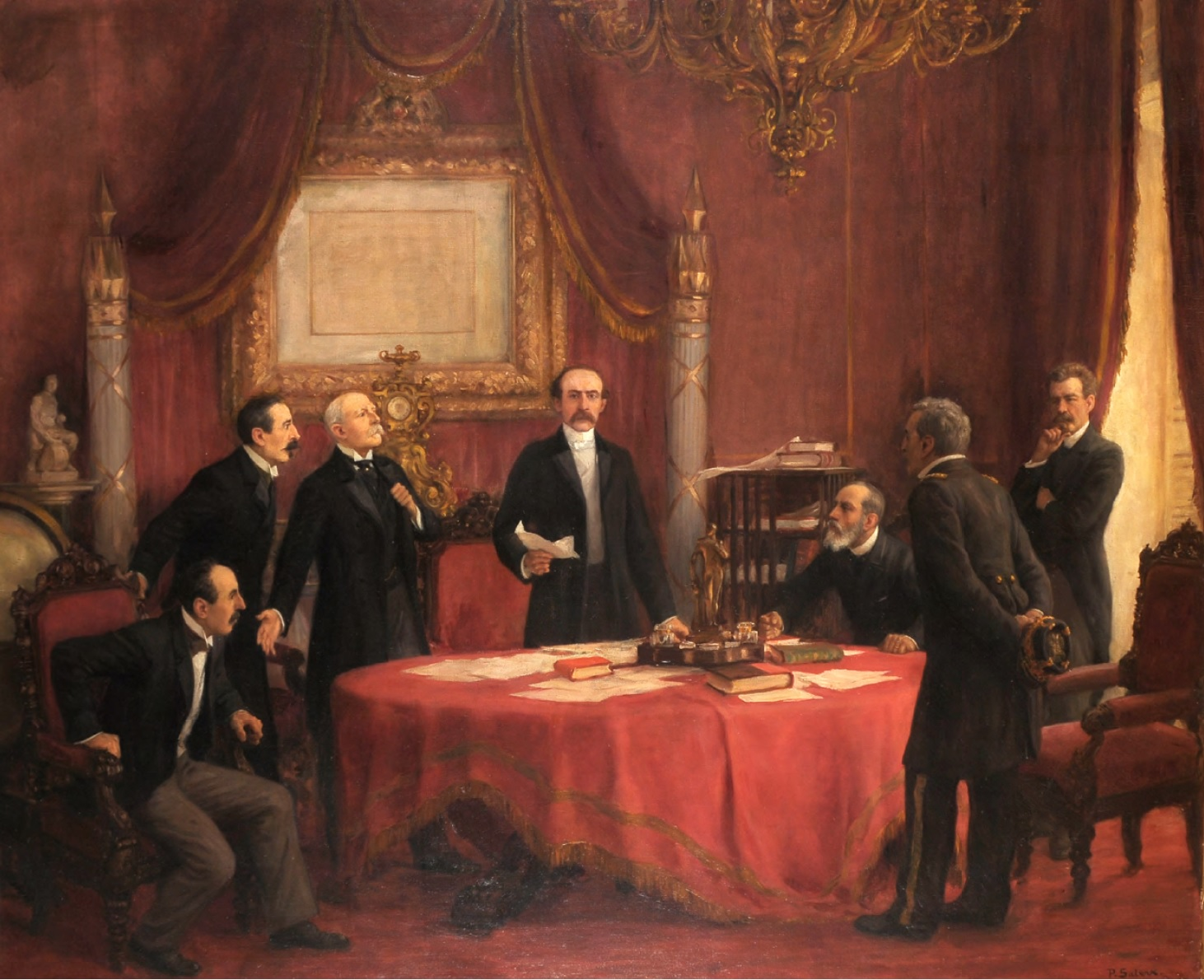
José Manuel Balmaceda junto a sus ministros en el despacho presidencial. Óleo de Pedro Subercaseaux.

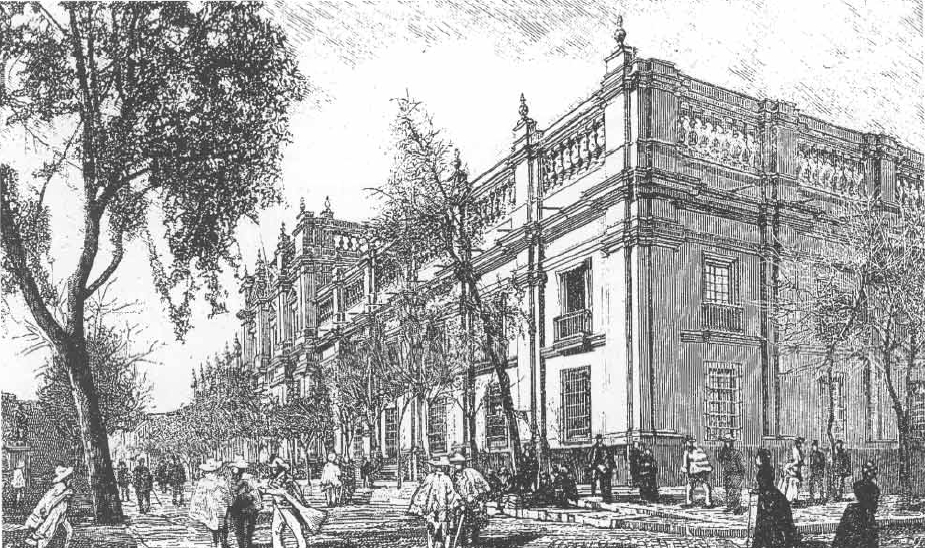
Grabado de La Moneda publicado en The Illustrated London News en 1891.

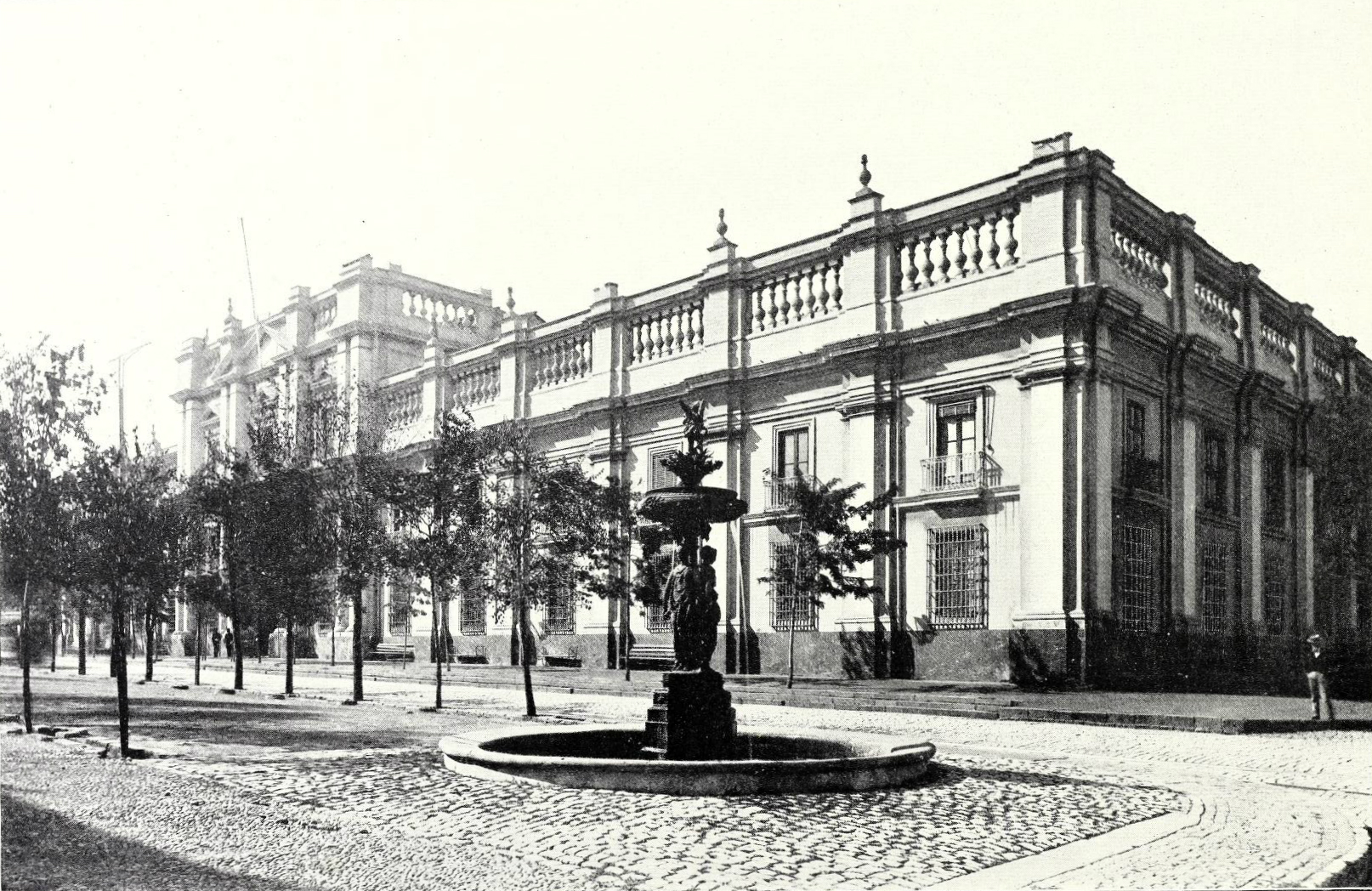
La Moneda en 1904

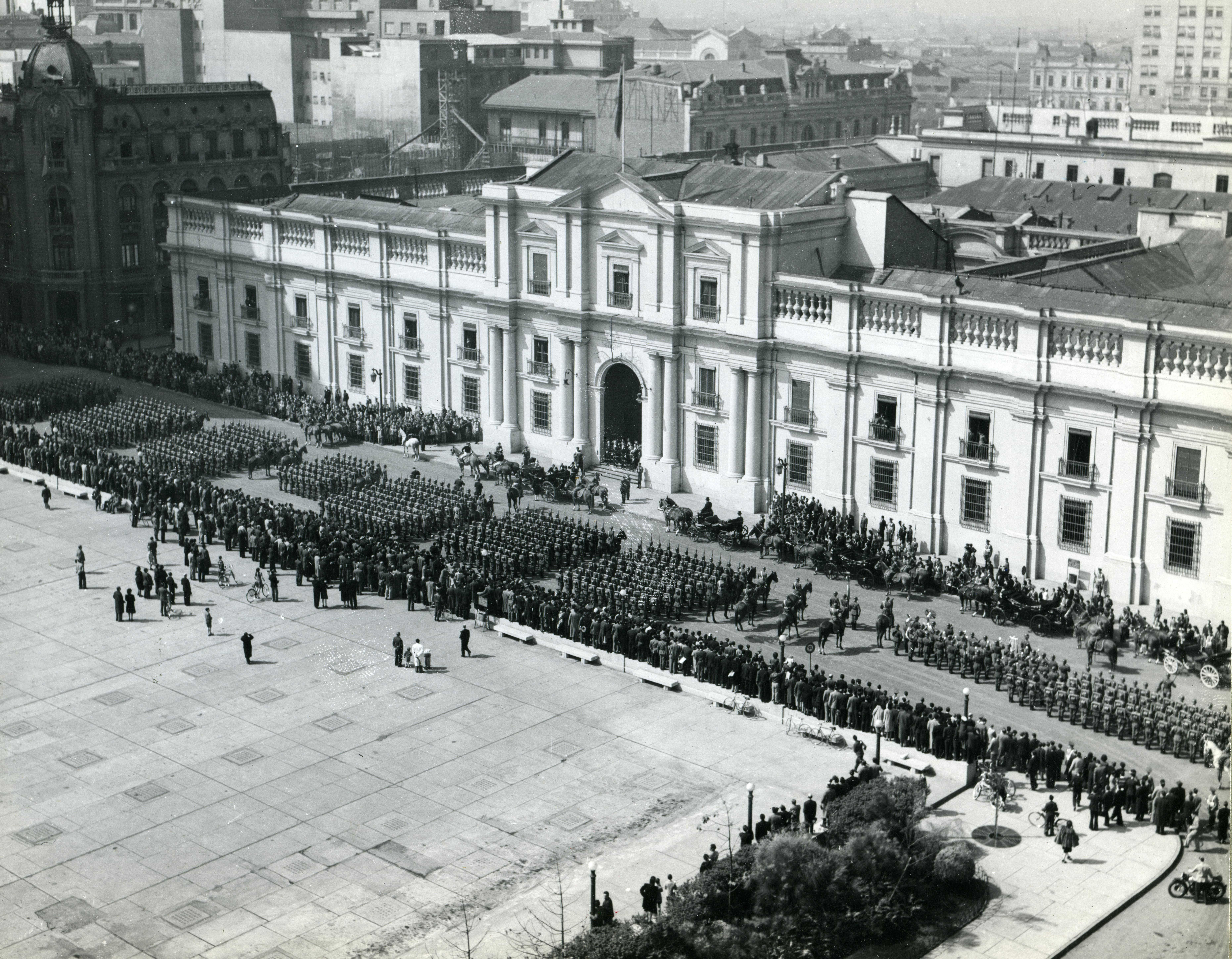
Parada militar frente al Palacio de La Moneda en 1944.

A partir de 1817 los jefes de Estado de Chile (directores supremos, presidentes y vicepresidentes) heredaron el modesto y antiguo palacio de los Gobernadores, ubicado donde hoy está el Correo Central de Santiago, en el costado norte de la plaza de Armas. Este edificio, a pesar de sus continuas reparaciones, era estrecho y pobre de construcción. Su mayor mérito venía dada por la larga tradición de tres siglos de ocupación por los gobernantes de Chile (desde Pedro de Valdivia hasta Manuel Bulnes), y por su ubicación en la propia plaza principal, entre la catedral y el edificio de la Real Audiencia, donde estaba la capilla de los gobernadores.
En 1845, el presidente Bulnes decidió que El Palacio de La Moneda pasara a ser la sede del gobierno y la residencia de los jefes de Estado. El traslado de las oficinas y de la residencia presidencial se hizo por parcialidades, a mediados de 1846. En el palacio tendrían su sede el Ministerio del Interior, en la esquina noroeste de las calles Moneda y Teatinos; la residencia de los presidentes fue instalada en la esquina noreste de Moneda y Morandé. La acuñación de moneda siguió ocupando un sector del palacio, con sus hornos, calderas y máquinas. El presidente Bulnes dio cuenta al Congreso del traslado, en estos términos:

“Conciudadanos del Senado y de la Cámara de Diputados: El palacio destinado para habitación de los Presidentes de la República se encuentra en tal estado de ruina que, según informes de peritos que lo han reconocido, no es posible ocupar alguno de sus departamentos interiores sin exponerse a un inminente peligro. Aunque esta circunstancia se ha hecho notar hace algún tiempo, refacciones continuas y siempre considerables han podido conservar en cierta manera el edificio; mas ahora no puede ya esperarse igual resultado sin una reedificación general, que demandaría un gasto incompatible con el estado actual de nuestras arcas y con las innumerables exigencias públicas que es preciso satisfacer. Atendida sin embargo la urgencia con que debe proveerse a este mal del conveniente remedio, he creído que el que más oportunamente podría adoptarse es la traslación del domicilio de los Presidentes a la Casa de Moneda. Pero no es este el único objeto que me propongo. El servicio publico exige imperiosamente que se dé más extensión y capacidad a las oficinas ministeriales y las que para la mejor expedición de los negocios deben hallarse contiguas. La inseguridad de los archivos colocados en su mayor parte en salas de los oficiales de secretaría y el más importante separado solamente de la cárcel pública por un débil tabique de madera, la imposibilidad de arreglarlo mientras carezcan del local correspondiente, la estrechez misma de las oficinas y su inmediación a las prisiones, no permitiendo a los empleados contraerse con la atención debida al desempeño de sus obligaciones, son males graves que conviene hacer cesar cuanto antes. Basta, en efecto, echar una mirada a los Ministerios para convencerse de esta verdad, cuya evidencia me exime de entrar en mayores detalles. El único medio de remover estos poderosos inconvenientes es, en mi concepto, trasladar también las expresadas oficinas a la Casa de Moneda, que, ocupada ahora en gran parte por un corto número de empleados, ofrece la capacidad, comodidad y demás circunstancias necesarias para este fin y para habitación del Jefe del Estado. Uno y otro objeto pueden conseguirse con ventaja publica y economía del Erario”.
Manuel Bulnes 

El costo de las reformas superó los 44 000 pesos de entonces, y muchos la calificaron de un derroche. El escándalo fue mayor cuando el Gobierno solicitó otros 20 000 $ para adquirir en Francia el mobiliario para vestir el Palacio. Ello da cuenta de la mentalidad espartana imperante entonces.
La Moneda fue afectada en mayor o menor medida por los terremotos de 1822 y de 1850, luego de los cuales recibió adecuadas reparaciones. En 1855, durante el mandato de Manuel Montt, el ala donde residían los presidentes sufrió un incendio. En esta época se construyó el edificio que ocuparía luego el Ministerio de Guerra y Marina, al cual se le construyó una portada con pilastras, enfrentando a La Moneda. En 1856, se plantaron en la plazuela los primeros plátanos orientales que conoció Santiago. Dos años más tarde fue retirado el recubrimiento de cal (encalado) del palacio y sustituido por fino estuco de yeso, que se pintó al óleo, en las fachadas de Moneda, Teatinos y Morandé. Durante el siglo XIX, solo los presidentes Bulnes (en su segundo mandato, de 1846 a 1851), Montt (1851-1861), Federico Errázuriz Zañartu (1876-1881) y José Manuel Balmaceda (1886-1891) vivieron efectivamente en el palacio.
Durante su mandato, Balmaceda "hizo refaccionar completamente La Moneda, que fue ampliada en sus recintos principales, dotada del confort y los adelantos de la época y redecorada con cierto lujo en los sectores de recepción oficial. En ese periodo debió techarse con estructura metálica el patio de la Presidencia y hacerse la elegante decoración del Salón Rojo, sobre la primitiva capilla del Palacio, que en un ambiente de espejos y estucos blanco y oro realzó los muebles franceses", adquiridos en la época de Bulnes. En la conocida obra del pintor fray Pedro Subercaseaux, el Presidente José Manuel Balmaceda en el Consejo de Ministros del 7 de enero de 1891, se puede apreciar el aspecto que tenía por entonces el despacho presidencial. Detrás de Balmaceda se ve un cuadro con el Acta de la Independencia. Este invaluable documento fue destruido en el bombardeo del Palacio durante el golpe militar que derrocó al presidente socialista Salvador Allende.
El siguiente presidente que residió en La Moneda, como lo había hecho en su juventud al ser hijo de Manuel Montt, fue Pedro Montt (entre 1906 y 1910), quien falleció en el cargo un año antes de cumplir su período. Su sucesor, Ramón Barros Luco (1910-1915), no vivió en el palacio, pero propuso un ambicioso proyecto para remodelarlo en el estilo propio de la época (1913), a cargo del arquitecto Emilio Doyère, el cual no llegó a realizarse. Arturo Alessandri Palma (1920-1925 y 1932-1938), Carlos Ibáñez del Campo (1927-1931 y 1952-1958), Pedro Aguirre Cerda (1938-1941) y Gabriel González Videla (1946-1952) habitaron el departamento presidencial en La Moneda. Ibáñez, en su segundo mandato, fue el último jefe de Estado que utilizó como residencia personal. Jorge Alessandri (1958-1964) llegaba habitualmente caminando al palacio desde su departamento en la plaza de Armas; y Eduardo Frei Montalva (1964-1970) lo hacía conduciendo su propio automóvil, desde su casa en la calle Hindenburg.
El edificio construido por Toesca y sus continuadores no tenía fachada por el lado sur, hacia la Alameda, y en el actual patio de los Naranjos se encontraban los talleres de acuñación de monedas, que fueron sacados del palacio en 1929. En 1930 se construyó la fachada sur del edificio, que se emplaza mirando a la Alameda. El diseño de esta ampliación fue obra del arquitecto chileno Josué Smith Del Solar; este, a diferencia del proyecto de Doyère, respetó el diseño original de Toesca.
Durante el gobierno de Gabriel González Videla, él y su esposa, Rosa Markmann, decoraron el palacio con finos y antiguos muebles que habían traído de Europa, así como valiosas piezas de arte. Desde entonces La Moneda alberga verdaderos tesoros dentro de sus paredes.
Tradicionalmente, el edificio permaneció abierto para el tránsito peatonal, pero tras el asesinato del general René Schneider en 1970, esta tradición se suspendió por motivos de seguridad; fue reabierta al público general en el año 2000 pero vuelta a cerrar después, junto con el acceso que da a la plaza de la Ciudadanía; este último fue abierto de nuevo en 2018 por el gobierno de Sebastián Piñera.
El 3 de mayo de 1973 fue inaugurada al interior del palacio una sala cuna que albergaría a los hijos de las funcionarias de la Presidencia de la República, el Ministerio del Interior, la Secretaría General de Gobierno y la Oficina de Informaciones y Radiodifusión; el jardín infantil podía albergar hasta 24 niños y se encontraba en una sala ocupada anteriormente por la Agrupación de Reporteros de La Moneda.

### Golpe de Estado y reconstrucción

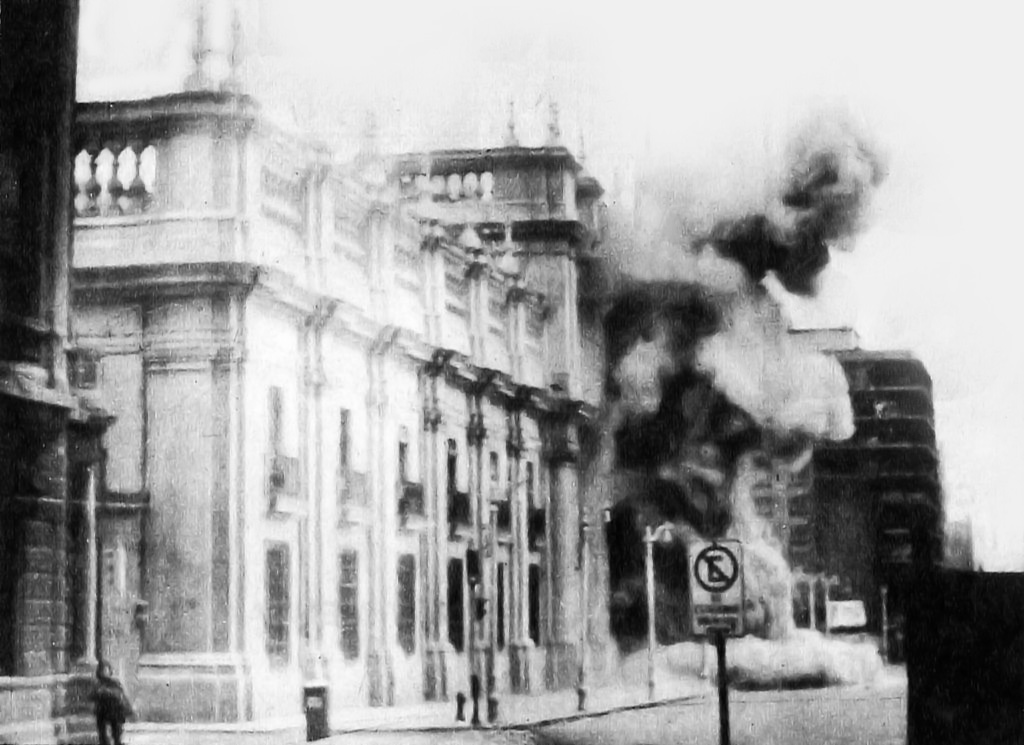
Bombardeo de La Moneda durante el golpe de Estado.

Durante el golpe de Estado de 1973, el edificio que era habitado por Allende y algunos de sus partidarios fue bombardeado por cañones del Ejército de Chile y por los cohetes Sura 3 de dos aviones Hawker Hunter, de fabricación británica, de la Fuerza Aérea de Chile, quedando parcialmente destruido.
La fachada norte, así como el pabellón entre los patios de Los Cañones y de Los Naranjos, fueron los lugares más afectados por los cohetes y por el fuego que se extendió de la esquina de las calles Moneda y Teatinos hasta unos veinticinco metros al sur, cerca de la plaza de la Libertad (hoy, de la Ciudadanía). Este ataque significó al mismo tiempo la pérdida de invaluables tesoros que se acumularon durante años de gobiernos. Entre los bienes perdidos se encuentran la citada Acta de la Independencia de 1818, la piocha de O'Higgins original y el famoso retrato de Bernardo O'Higgins hecho por José Gil de Castro.
El proceso de reconstrucción y restauración que siguió al bombardeo e incendio se extendió hasta fines de 1980. Entonces se trasladaron varias oficinas, se modificó su distribución y se demolieron ciertas dependencias, con el fin de devolver el palacio a la estampa original que tenía. Sin embargo, ciertos símbolos desaparecieron. La tradicional puerta por calle Morandé 80 fue clausurada y el antiguo salón Independencia, lugar donde Allende murió (distinto al actual salón del mismo nombre; el antiguo se hallaba en las actuales dependencias del Ministerio del Interior), fue suprimido y cerrado por un muro de hormigón. Los faroles de las entradas laterales este y oeste, al igual que los de los portones norte y sur junto con sus escalinatas también fueron suprimidos, como se puede comprobar en las fotos de La Moneda cuando el general Pinochet iniciaba su período presidencial bajo la Constitución de 1980, el 11 de marzo de 1981. Durante el proceso de reconstrucción de La Moneda, la sede de gobierno fue el Edificio Diego Portales.
Durante este proceso de restauración se reforzaron los cimientos aplicando técnicas modernas. La plaza de la Constitución, que por muchos años fue una playa de estacionamientos, fue renovada agregando áreas verdes y dos piletas de agua. Así, cumple funciones ceremoniales para recibir visitas ilustres y realizar el vistoso cambio de guardia, de los carabineros que custodian el palacio. Debajo de esta plaza se construyeron estacionamientos y dependencias para el personal de La Moneda y se realizaron numerosas obras, que actualizaron el edificio haciéndolo moderno en su funcionamiento y dando seguridad a sus funcionarios.

### Retorno a la democracia y actualidad

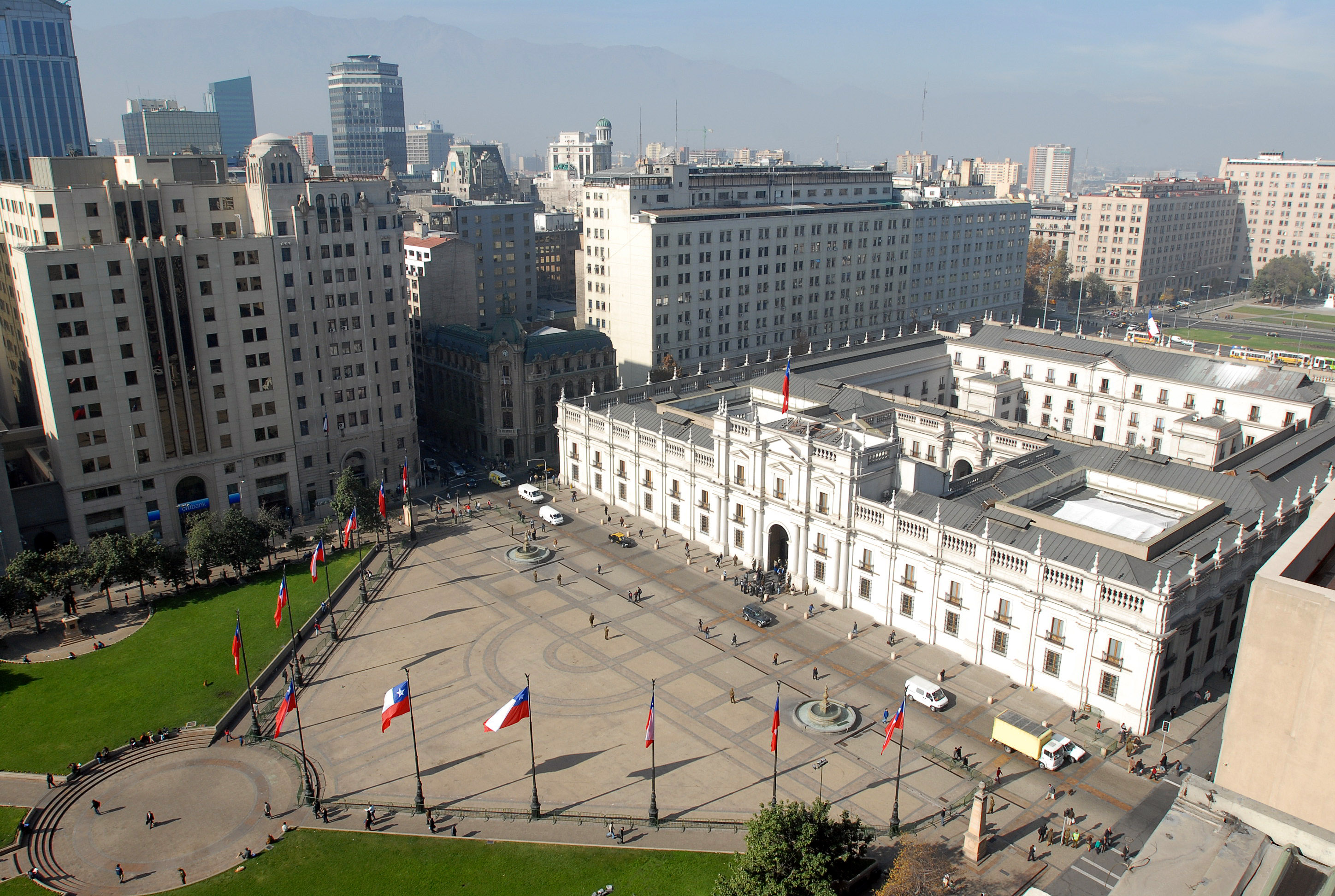
Vista aérea de La Moneda.

Tras el regreso a la democracia, durante el gobierno de Eduardo Frei Ruiz Tagle, se pintó el edificio de color blanco invierno. Si bien se señaló que era su color original, algunos estudiosos expresaron que ello no corresponde a la realidad, debido a que por los materiales de su revestimiento, arenilla con cal y otros elementos, no era posible. En todo caso, el revestimiento con el paso del tiempo y el esmog estaba ennegrecido, por lo cual la nueva coloración, efectuada con modernos materiales de alta calidad, representó un avance desde el punto de vista estético, destacando el edificio en un entorno gris. El nuevo revestimiento protege las paredes de la humedad y otros fenómenos climáticos, además de ser resistente al esmog y fácil de limpiar.[cita requerida]
Ricardo Lagos Escobar reabrió el tránsito peatonal por el interior de La Moneda (que después volvió a cerrarse), y reabrió la entrada por la calle Morandé 80 para los treinta años del golpe de Estado, en 2003. Tradicionalmente, por dicha entrada los presidentes podían ingresar sin necesidad de hacerlo por la puerta principal norte, en la calle Moneda, y recibir los honores de la Guardia de Palacio de Carabineros de Chile. También era por donde salían en forma simbólica, después de terminar su mandato presidencial.
La presidenta Michelle Bachelet dispuso la restauración del salón donde falleciera Allende, incluyendo el mobiliario original y dos cuadros del pintor Guillermo Muñoz Vera: el primero retrata al presidente saludando desde el balcón, y el segundo muestra el mismo balcón con su barandal destruido y con el borde con impactos de proyectil, producto del bombardeo, el día del golpe. Esta dependencia fue inaugurada el 11 de septiembre de 2008; sin embargo, algunos expertos critican que se haya revestido varios muros interiores con paneles de trupán, material que no sería digno del nivel del edificio. Hoy este salón forma parte de las dependencias del Ministerio del Interior.
Durante el terremoto de 2010, La Moneda sufrió daños menores —como desprendimiento de frisos en patios interiores y grietas en algunos muros—, y algo más graves, como agrietamientos completos en el salón Prat —ubicado entre el frontis delantero— y en el patio de los Cañones.

## Arquitectura

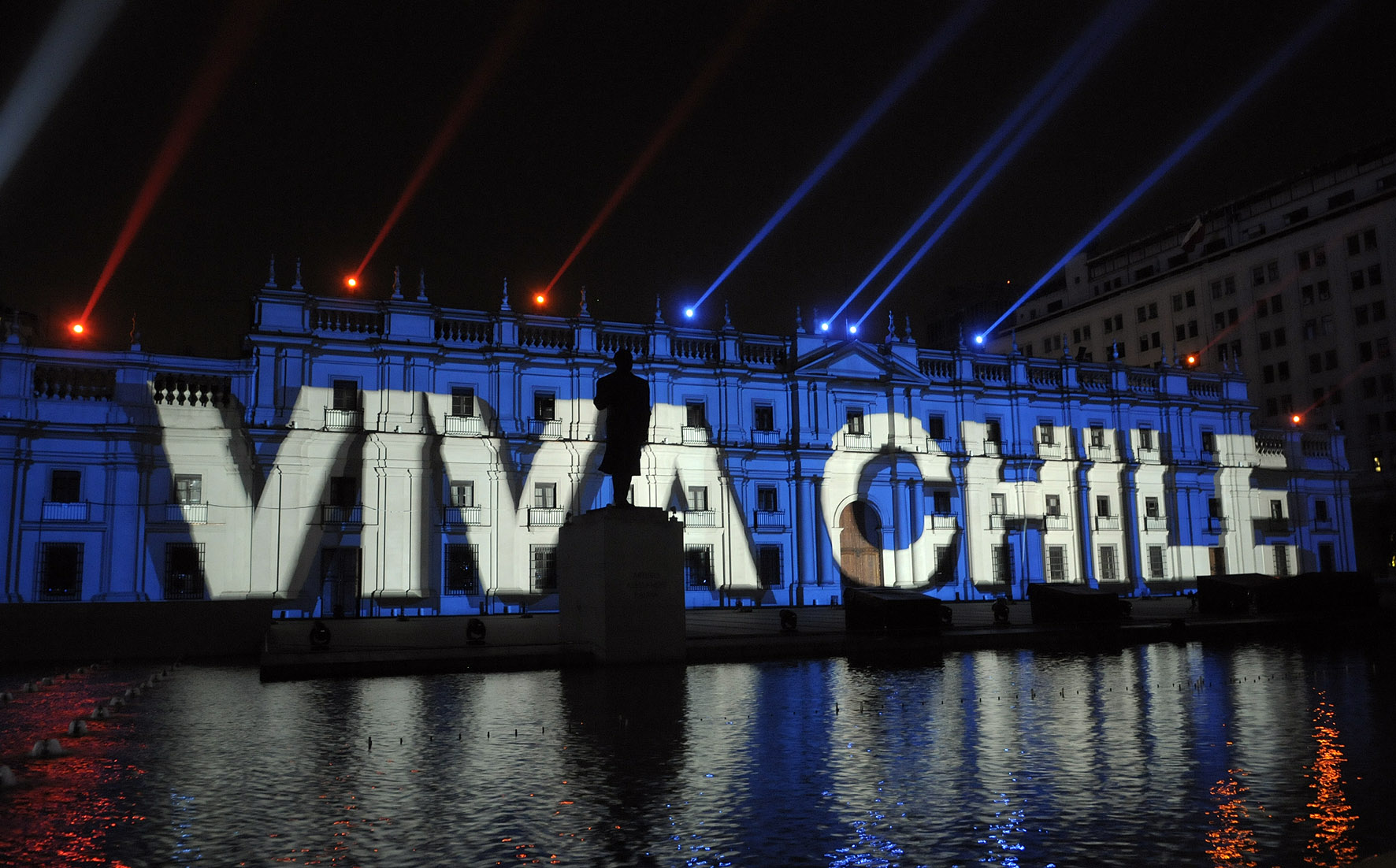
Fachada sur de La Moneda iluminada durante la celebración del Bicentenario de Chile el año 2010.

La Moneda, de estilo neoclásico, recuperó gran parte de su estructura original después de la restauración que se hizo para subsanar los daños hechos durante el golpe militar de 1973. En el lugar que hoy ocupa el patio de los Naranjos el edificio original contaba con un cuerpo de hornos y talleres que fue demolido.
La fachada principal del palacio da hacia la calle Moneda, con vista a la plaza de la Constitución, bajo la cual se construyeron estacionamientos y oficinas para distintas dependencias de la presidencia y los ministerios que ahí se encuentran. Este lugar es popularmente llamado el búnker.
En su interior se encuentran tres pequeños patios, uno de los cuales es techado. El principal sirve de zaguán de entrada y se conoce como Patio de los Cañones por los antiguos cañones coloniales que hay en él. Siguiendo en dirección a la Alameda, está el renovado Patio de los Naranjos, cuyos árboles fueron plantados a comienzos de la década de 1980. Es en este lugar donde se llevan a cabo las grandes ceremonias de la presidencia, como las cenas en honor a visitantes distinguidos, discursos y ceremonias de distintas naturaleza. Cuenta con una pequeña exposición de esculturas, entre las que figura Tolomirotodomiro de Roberto Matta, obra que formó parte del pabellón chileno en la Exposición Universal de Sevilla 1992.
Durante el gobierno de Ricardo Lagos se empezó a trabajar en la unión del paseo Bulnes con la nueva plaza de la Ciudadanía. Bajo ella está el Centro Cultural Palacio de La Moneda, inaugurado en enero de 2006.

## Dependencias

### Salón de Acceso
El salón de Acceso antecede el sector del gabinete presidencial. Hacia el poniente le siguen, paralelos a calle Moneda, los salones Independencia, Toesca y del Consejo, y hacia el interior, los salones Carrera, de Edecanes, de Audiencias y salas privadas del jefe de Estado. Todo el sector correspondía antiguamente a la residencia del contador mayor de la Real Casa.
Este salón es parte del recorrido habitual del presidente en su ingreso a La Moneda los lunes y es también el lugar por donde se despide a las visitas oficiales y de Estado; aquí se inicia un recorrido que cruza el eje de las tres salas posteriores, a la usanza de los palacios.
Su mobiliario y elementos decorativos son propios de los siglos XVII y XVIII, destacando una tapicería flamenca del 1600 basada en un cartón de Rubens, cuyo tema es una alegoría de la guerra y la paz. Bajo ella, se ubica un arcón colonial chileno, el que tiene en su chapa el anagrama de Santiago, una S coronada con la 0. Este constituye la marca de la Casa de Moneda de Chile, la que hasta hoy sigue utilizándose como distintivo de las medallas, monedas o grabados que realizan sus talleres.
También se encuentra en esta antesala un armario policromado que se vincula a la independencia nacional, uno de los pocos ejemplos que se conservan del mobiliario colonial local, que perteneció a José Antonio de Rojas, uno de los precursores del movimiento patriota de 1810, en cuya casa se reunieron los más destacados pensadores e ideólogos de la independencia de Chile.
Otro elemento decorativo presente en uno de los muros de este salón es un retrato de Felipe V de España, primer monarca de la dinastía francesa Borbón. Durante su reinado se fundó la Casa de Moneda de Chile y su efigie fue reproducida en la primera onza de oro acuñada en el país, en 1749.

### Salón Independencia
Este salón está a continuación al de Acceso y debe su nombre al lienzo del pintor nacional Pedro Subercaseaux, que representa la proclamación y jura de la Independencia y que destaca en uno de sus muros. El mismo tema está tratado por Cosme San Martín, pintor chileno del siglo XIX, en un boceto que muestra el juramento a la bandera con el frontis de la catedral de Santiago como fondo.
En este espacio se encuentran los balcones más emblemáticos de La Moneda. En ellos se pregonaban, durante el siglo XVIII y principios del XIX, las noticias más importantes provenientes de los virreinatos vecinos. Desde estos balcones se dieron a conocer asimismo las novedades durante la guerra de 1879, que eran escuchadas por el pueblo congregado en la plaza, y los hechos del 21 de mayo en Iquique, donde un grupo de marinos chilenos comandados por el capitán Arturo Prat Chacón perdieron su vida en forma heroica en un desigual combate contra los peruanos.
Antiguamente era tradicional que los presidentes se asomaran a los balcones de La Moneda para saludar o dirigirse a la multitud con algún discurso, como ocurrió con el que dio el presidente Salvador Allende con posterioridad al llamado tanquetazo del 29 de junio de 1973, ese fue el último discurso de un presidente democráticamente elegido. Posteriormente, durante la dictadura militar, el general Augusto Pinochet se dirigió varias veces a la multitud mediante discursos, por ejemplo, el del 11 de marzo de 1981 cuando se reinauguró La Moneda tras la restauración que hubo de realizarse debido al bombardeo del palacio durante el golpe de Estado de 1973. En aquella ocasión Pinochet promulgó el nuevo texto constitucional, aprobado el 11 de septiembre de 1980 y juró como presidente; dio otro discurso cuando fue designado por la Junta Militar de Gobierno como candidato único para el plebiscito nacional de 1988.
Tras el retorno a la democracia, los cuatro primeros presidentes democráticamente elegidos abandonaron la costumbre de dirigir un discurso desde los balcones de La Moneda para marcar una diferencia con el régimen del general Pinochet, ocupándolos solamente para saludar como ocurrió con selecciones y clubes de fútbol. El 11 de marzo de 2010, Sebastián Piñera retomó la tradición republicana de dirigir un discurso desde los balcones del palacio.
Algunas figuras destacadas, entre ellas, el papa Juan Pablo II, durante su visita a Chile en 1987; el tenista Chino Ríos cuando alcanzó el N.º 1 del mundo en 1998, sus colegas Fernando González y Nicolás Massú luego de obtener medallas de oro y plata en los Juegos Olímpicos de Atenas 2004; la selección chilena de fútbol que participó en el Mundial de Sudáfrica 2010 y Francisca Crovetto y Yasmani Acosta al obtener medallas de oro y plata en los Juegos Olímpicos de París 2024, se asomaron breves instantes al balcón para saludar al público apostado en la plaza.
En el interior del salón Independencia destaca, además, el retrato de Francisco García Huidobro, que recuerda la fundación de la Casa de Moneda de Chile en 1747. Español avecindado en Santiago, García Huidobro obtuvo de Felipe V la concesión de acuñar monedas en el país. Su familia conservó este privilegio hasta que, en 1770, Carlos III incorporó a la Corona los servicios de la Casa de Moneda chilena.
Otras obras en este espacio son el óleo Paisaje cordillerano, de Antonio Smith, perteneciente a Juan Salinas y entregado en comodato a la Presidencia de la República, y Paisaje, de Alfredo Araya, perteneciente a la colección del Banco Central de Chile.

### Salón Toesca
El salón del Consejo de Ministros finaliza el recorrido de los salones del ala norte, paralelos a calle Moneda. En él se realizan periódicamente los consejos de gabinete del presidente de la República y otras sesiones de trabajo del jefe de Estado, además de reuniones bilaterales entre equipos chilenos y sus homólogos durante las visitas de mandatarios extranjeros.
Pintado color verde petróleo, su principal elemento decorativo es una hermosa tapicería flamenca del siglo XVII, que simboliza un pasaje bíblico del Libro de Ester. Adquirida en Europa a mediados del siglo pasado, fue exhibida en la célebre Exposición del Coloniaje de 1873. Las lámparas son de cobre y fueron fabricadas por el anticuario chileno Séller siguiendo un modelo neerlandés.
Enfrentando la tapicería se exhibe una urna de acrílico transparente de un 1.48 metros de alto y 1.60 metros de ancho que contiene una manta de cacique del siglo XIX, artesanía tradicional del pueblo mapuche.

### Salón Carrera (Salón Amarillo)

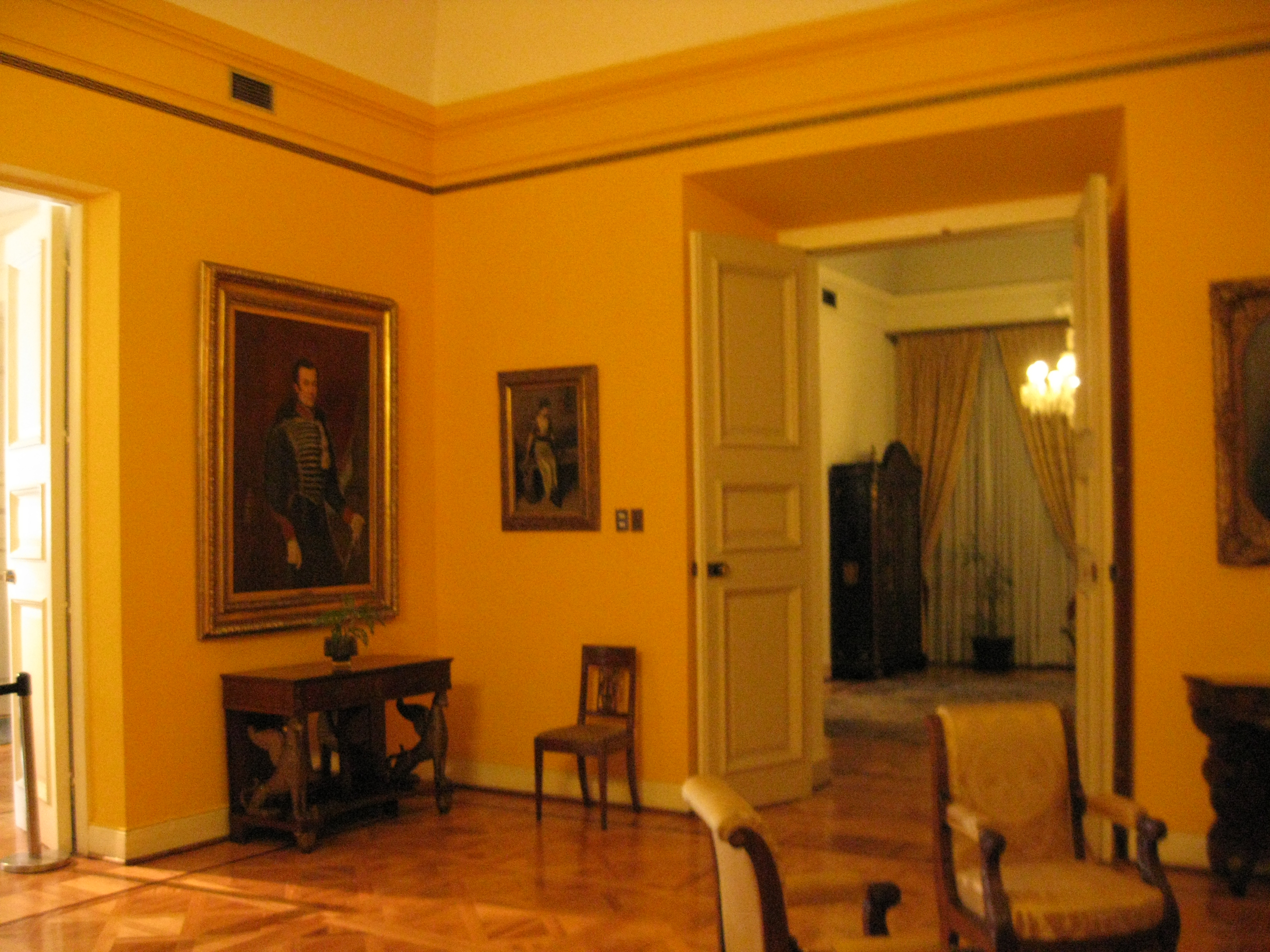
Salón Carrera del Palacio de La Moneda.

Ubicado en el segundo piso del ala norte de La Moneda, en paralelo al salón Toesca, este espacio es utilizado actualmente como antesala para quienes son recibidos en audiencia por el jefe de Estado.
Su nombre se debe a los retratos de José Miguel Carrera y su hermana Javiera, autora de la primera bandera nacional de tres bandas —azul, blanca y amarilla—, que destacan en sus muros. El primero es una copia hecha por Manuel Núñez González del original de 1850 de Francisco Javier Mandiola (1820-1900), mientras que el segundo es atribuido a Cosme San Martín.
También en este lugar se encuentra la acuarela sobre tela Batalla de Ayacucho (1832) del pintor Carlos Wood Taylor. Pieza notable y única de la iconografía histórica americana, representa el campo de batalla y el desplazamiento de las tropas de Ayacucho.
Sus muros son de pintura amarilla, el estilo y color de este salón son la herencia de las antiguas cortinas de seda y grecas azules del salón del presidente Federico Errázuriz Zañartu.
El mobiliario es de estilo Imperio. Destacan dos sofás de época 1820, en cuyos brazos están dibujados el escudo y bandera de Chile pintados en oro, que se supone pertenecieron a los Carrera. Lo complementan seis sillones tapizados en seda amarilla y blanca de jacarandá con marquetería, firmados por uno de los Jacob, los más famosos mueblistas franceses del período imperial, autores del mobiliario de muchos de los palacios y residencias de Napoleón Bonaparte y su corte.
La mesa central, con marquetería inglesa de mediados de 1850, perteneció al vicealmirante Patricio Lynch. La alfombra, de la Real Fábrica de Tapices de Madrid, reproduce un modelo de 1810.

### Sala de Edecanes Comandante Arturo Araya Peeters

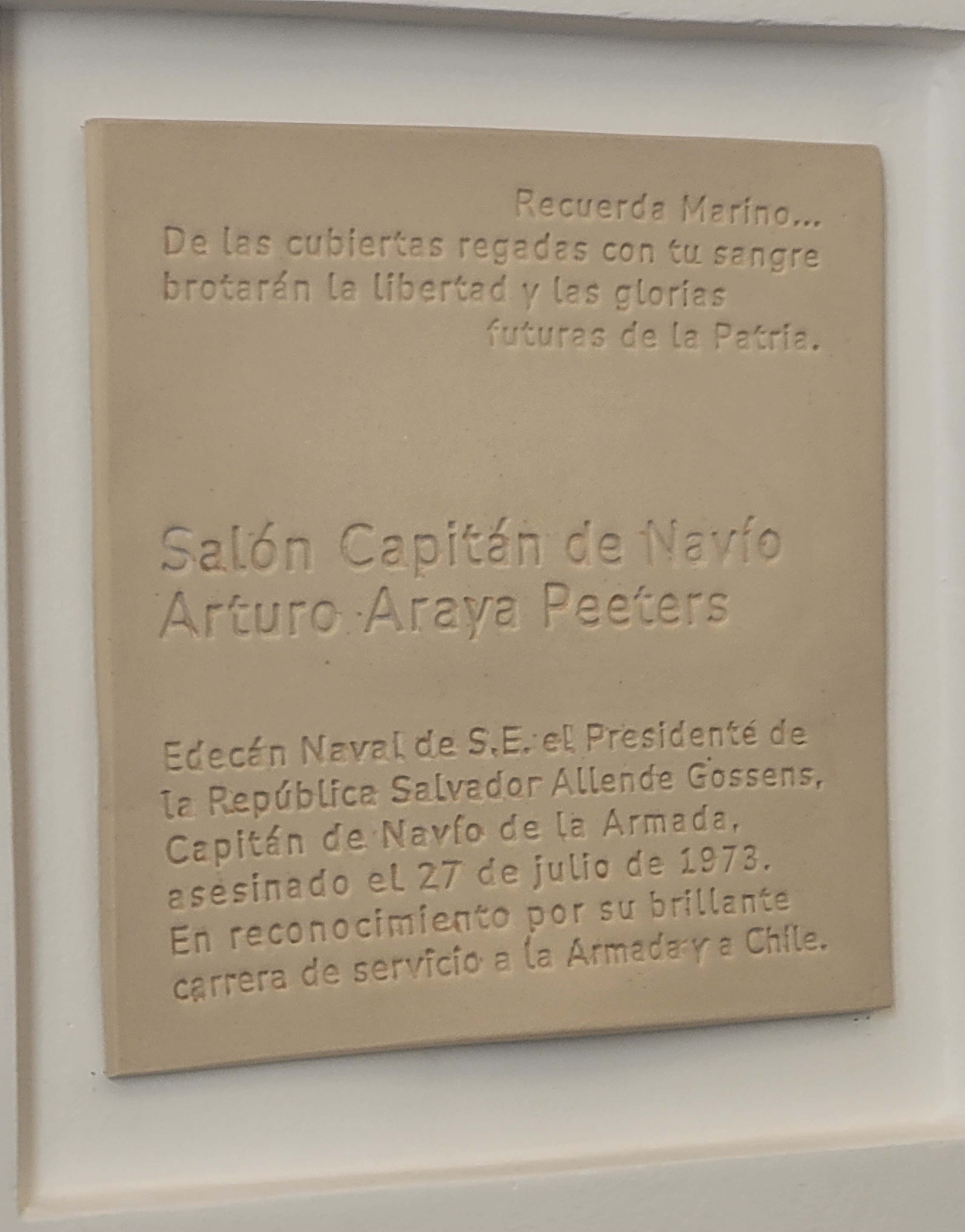
Placa del «Salón Capitán de Navío Arturo Araya Peeters».

Paralela al salón Independencia, la sala de edecanes sigue a continuación del salón Carrera y es contigua a la oficina de la secretaría privada del presidente.
Es un espacio funcional para el trabajo de los Edecanes del Mandatario, quienes tienen como misión principal acompañarle y asistirle en todas sus actividades oficiales y representarle en los eventos protocolarios que específicamente les encomiende. Los Edecanes son designados por el presidente de la República a propuesta de los Comandantes en Jefe de las Fuerzas Armadas y del General Director de Carabineros.
Destacan en el salón una antigua lámpara de bronce de estilo Imperio y dos retratos: el primero, óleo sobre tela de B. Janson, representa a Manuel Antonio Tocornal Grez, de 65 cm de alto y 53 de ancho, pertenece a la colección del Museo Histórico Nacional y se encuentra en La Moneda desde 1990. El segundo, de Rafael Sotomayor García, retrata a Rafael Sotomayor Baeza, ministro de Guerra del presidente Aníbal Pinto, quien falleció en campaña durante la Guerra del Pacífico, y fue donada a la Presidencia por su autor en 1982.
En este salón se encuentra finalmente un retrato de Bernardo O’Higgins, realizado por el artista chileno Miguel Venegas Cifuentes (1907-1979) y perteneciente a la colección de la Presidencia.
El día 27 de julio de 2023, bajo el gobierno del presidente Gabriel Boric, se renombró el salón de edecanes como "Salón Capitán de Navío Arturo Araya Peeters", en honor al edecán naval del presidente Salvador Allende, que fue asesinado en un enfrentamiento con extremistas en la madrugada del 27 de julio de 1973.

### Galería de los Presidentes

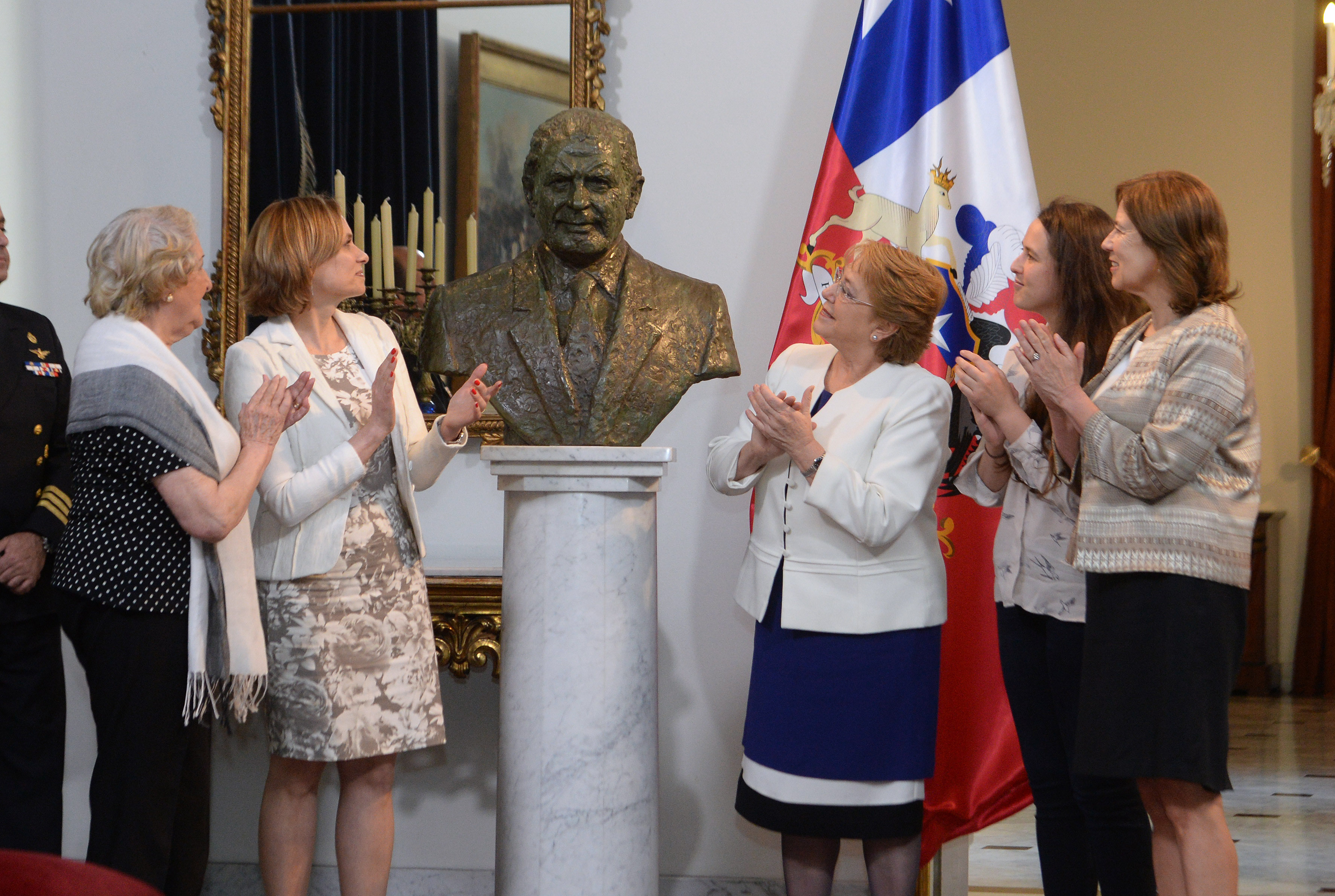
El busto de Patricio Aylwin, obra de Galvarino Ponce, inmediatamente después de ser develado por Michelle Bachelet.

La llamada Galería de los Presidentes se ubicaba antiguamente alrededor del patio lateral de la Presidencia, en el ala nororiente del palacio. En la última restauración pasó a ocupar un amplio espacio habilitado en torno al patio lateral poniente, y un tramo de ésta es parte del recorrido protocolar que deben seguir los jefes de Estado extranjeros durante las visitas. En este tradicional punto de La Moneda se exhiben retratos, bustos en mármol y bronce de muchos mandatarios chilenos.
Allí se pueden ver los óleos de Ramón Freire Serrano (1823-1826 y 1827), Manuel Bulnes Prieto, que hizo de La Moneda su residencia y sede de Gobierno (1841-1851); José Joaquín Pérez Mascayano (1861-1871), Federico Errázuriz Zañartu (1871-1876), Domingo Santa María González (1881-1886), José Manuel Balmaceda (1886-1891), Federico Errázuriz Echaurren (1896-1901), Ramón Barros Luco (1910-1915), Arturo Alessandri Palma (1920-1925 y 1932-1938), Juan Antonio Ríos (1942-1946) y Gabriel González Videla (1946-1952).
Los bustos de Balmaceda, Carlos Ibáñez del Campo (1927-1931 y 1952-1958), Pedro Aguirre Cerda (1938-1941), González Videla, Jorge Alessandri Rodríguez (1958-1964), Eduardo Frei Montalva (1964-1970), Salvador Allende Gossens (1970-1973), Patricio Aylwin Azócar (1990-1994), y Eduardo Frei Ruiz-Tagle (1994-2000) completan este iluminado espacio.

### Salón Azul

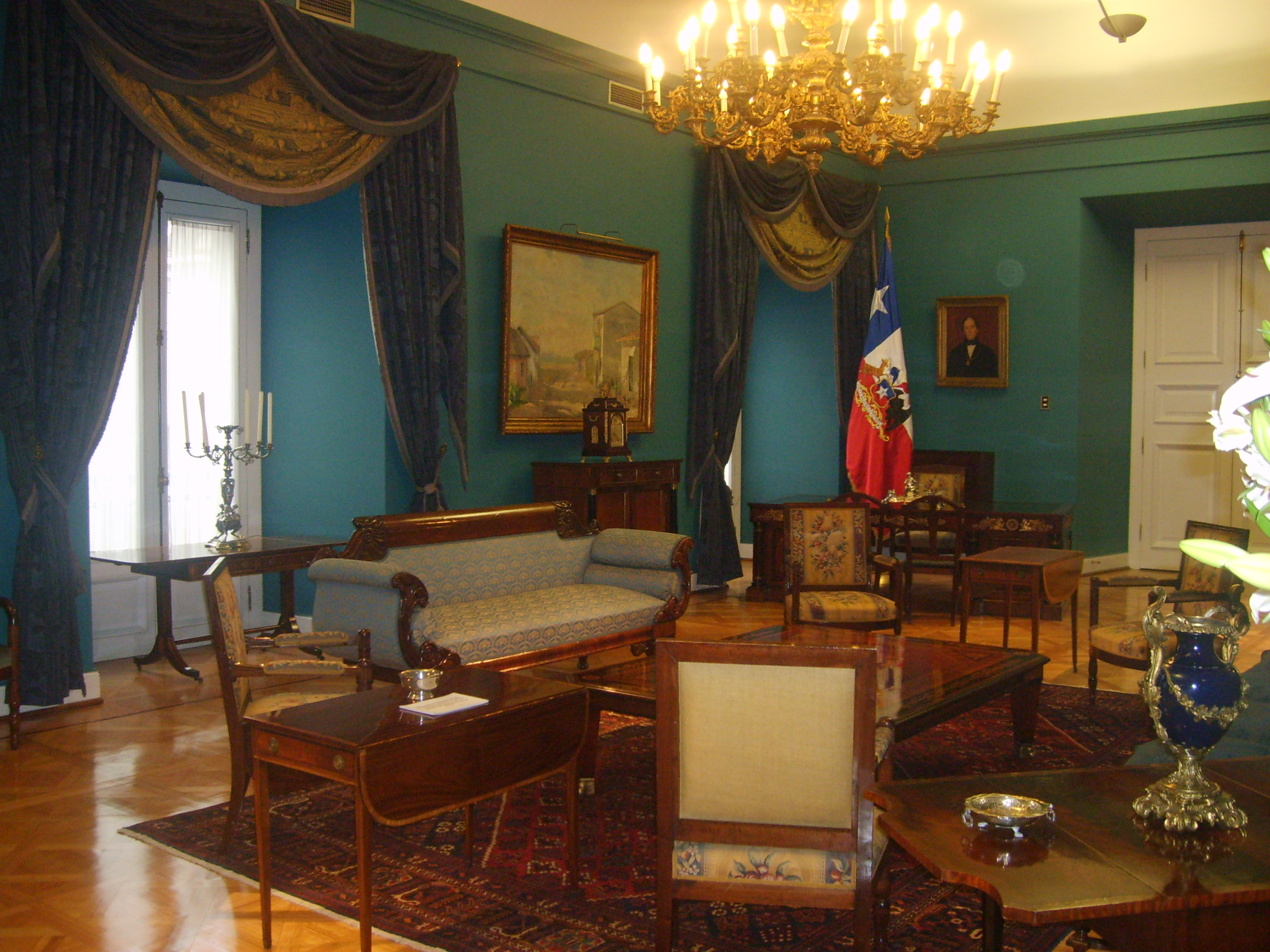
Salón Azul del Palacio de La Moneda.

El salón Azul es el lugar donde ocurren las grandes reuniones privadas de la Presidencia de la República. Es paso obligado dentro del estricto protocolo que rige a las visitas de Estado que llegan al país, y el espacio donde el Mandatario se reúne a puertas cerradas a conversar e intercambiar opiniones con líderes, autoridades y personajes destacados del quehacer nacional e internacional.
Una particular lámpara española de plomo dorada al fuego de 36 luces, alumbra este trascendente espacio de La Moneda. En la mesa presidencial instalada en una de las esquinas del Salón –un mueble francés de estilo Regencia, con marquetería y bronce– periódicamente el mandatario de turno analiza, estudia y firma diversos documentos, como proyectos de leyes o decretos.
En la pared de detrás de esta mesa se encuentran dos de los cuadros más significativos del Palacio: los retratos de Bernardo O’Higgins y Andrés Bello. El primero es del célebre pintor José Gil de Castro (1785–1841), el Mulato Gil, precursor de la pintura chilena. Se piensa que este retrato fue el único donde O'Higgins posó directamente ante el artista. El de Andrés Bello es copia del original que se encuentra en la Universidad de Chile, del pintor Monvoisin.
Otra obra llena de significado dentro del salón Azul es la monumental tela de Roberto Matta, Espejo de Cronos (1981), obra de 3.90 metros de alto y 4.87 metros de ancho, perteneciente a la colección del Banco del Estado de Chile. Se incorporó al salón Azul desde la administración de Ricardo Lagos. Durante la dictadura de Augusto Pinochet en el lugar hubo un gobelino con el Escudo Nacional que servía de marco al sillón presidencial; ya después de Pinochet, en 1990, este fue cambiado por otro con escenas barrocas, que se encontraba en el depósito de obras de arte de la Presidencia.
El resto del mobiliario y los elementos decorativos son propios de los siglos XVII y XVIII, casi en su totalidad de estilo imperio, destacándose cuatro muebles escritorios y dos consolas de la época fernandina con mármoles y bronces.
Las otras pinturas del salón son de autores nacionales. De Álvaro Casanova Zenteno (1857-1939), La Escuadra Nacional de 1892 (1894); de Pedro Lira (1845–1912) Paisaje cordillerano; de Thomas Somerscales (1842–1927), La captura de la fragata María Isabel por los patriotas, frente a las fortificaciones de Talcahuano; y de Pablo Burchard Calle de Quintero, óleo sobre tela perteneciente a la colección del Banco Central de Chile.
En la primera administración de Sebastián Piñera, el salón cambió su azul característico por el blanco, mantenido hasta la actualidad.

### Salón Rojo

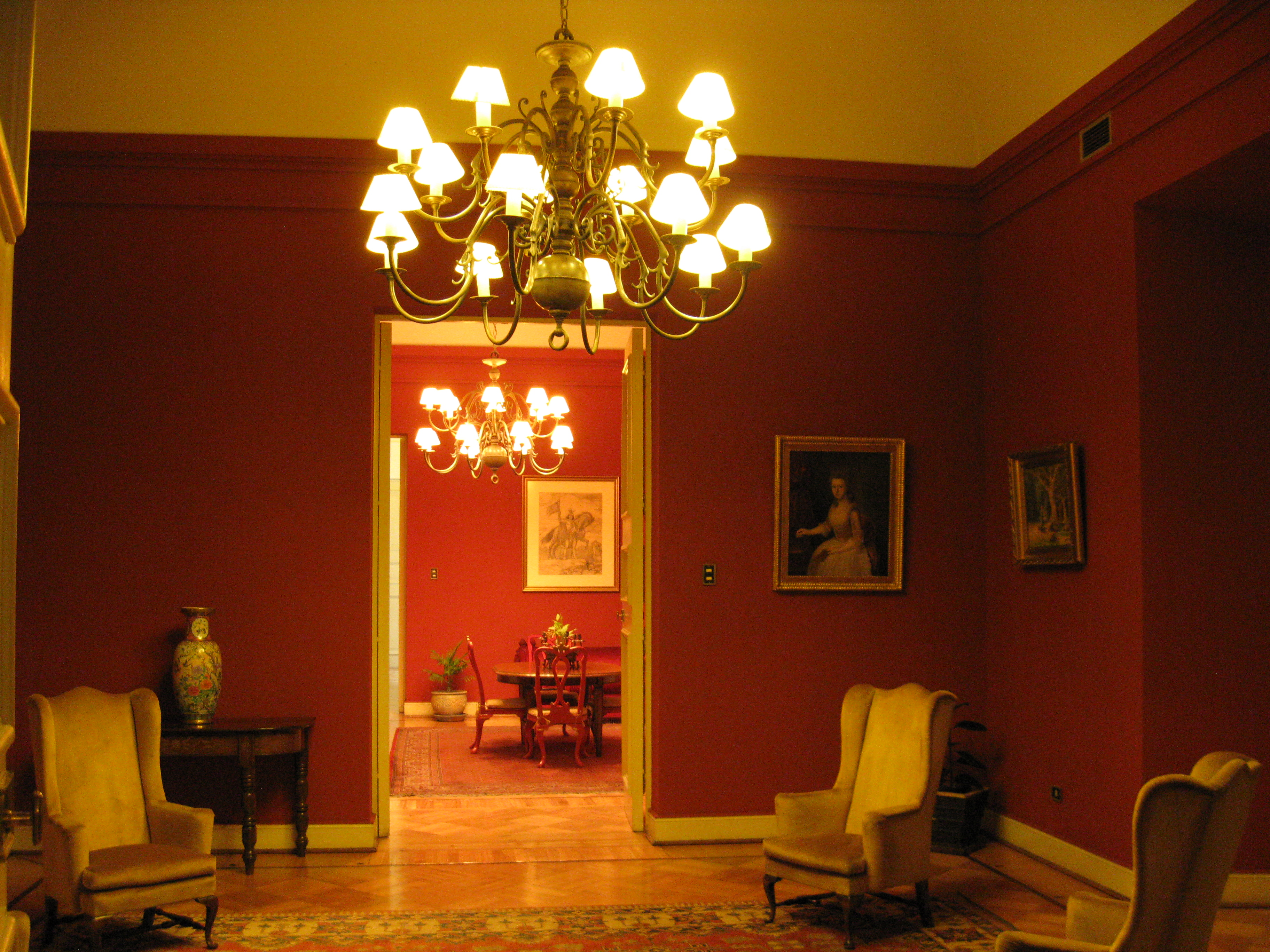
Salón Rojo del Palacio de La Moneda.

Este espacio es la antesala del comedor privado del jefe de Estado; es aquí donde los invitados a un almuerzo o cena con el mandatario en ejercicio esperan a su anfitrión; también se suelen celebrar pequeñas ceremonias protocolarias, tales como el intercambio de regalos entre delegaciones, con ocasión de visitas oficiales o de Estado.
Completamente pintado de rojo, en este salón se ubica un gran retrato de Santiago Solar Rosales y su hija Clorinda del Solar, del pintor francés Raymond Monvoisin, y otro de José Joaquín Pérez Mascayano y su esposa, Tránsito Flores, de Rafael Correa Muñoz. Esta última constituye una verdadera obra costumbrista, que muestra el interior de un elegante salón de la segunda mitad del siglo XIX, probablemente, uno del mismo palacio de La Moneda.
Junto a ellos, Salida de Luna, de Óscar Saint–Marie, óleo sobre madera perteneciente a la colección del Museo O'Higginiano y de Bellas Artes de Talca, y Paisaje con animales, de Alberto Valenzuela Llanos, de propiedad de la Presidencia de la República.
Otros elementos decorativos son dos espejos de origen francés que reflejan y otorgan amplitud al lugar, y dos jarrones de porcelana francesa de Sèvres. La alfombra estilo Bujará (Bokhara) y la lámpara de estilo Montgolfiere, son tal vez los dos objetos decorativos de mayor valor en este salón.

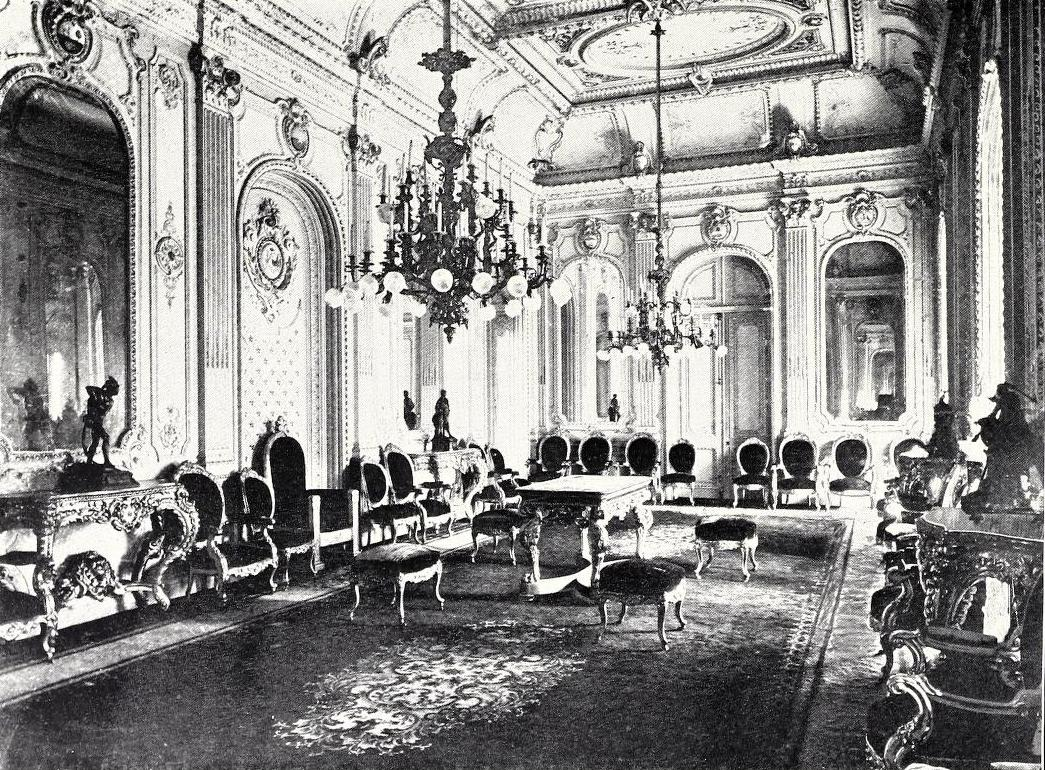
El sillón presidencial en el Salón Rojo en 1904.

Antiguamente en este salón se encontraba el sillón presidencial, adquirido en Francia en 1832 por el presidente Joaquín Prieto. Fue usado en los retratos oficiales de algunos presidentes como Pedro Aguirre Cerda o Carlos Ibañez del Campo. En 1959 durante el gobierno de Jorge Alessandri fue trasladado al Museo Histórico Nacional donde se encuentra hasta el día de hoy.

### Comedor presidencial
El comedor privado de la Presidencia de la República es contiguo al salón Rojo. Puede recibir a un máximo de 26 comensales, por lo que está reservado para reuniones, almuerzos y cenas reducidas.
Curiosamente, no todos los elementos arquitectónicos en esta sala formaron parte del proyecto original de La Moneda. Por ejemplo, la chimenea de mármol blanco —la única del palacio— proviene de la casa del presidente Manuel Bulnes, demolida en 1970.
Los muebles en su mayoría son de caoba de principios del siglo XIX. La mesa de extensión fue realizada en Inglaterra para la familia del presidente Federico Errázuriz Zañartu y sus sillas son francesas estilo Imperio, atribuidas a la casa francesa de los Jacob. Los arrimos tallados se realizaron en Copiapó para el comedor de la familia Gallo Goyenechea, célebres mineros y políticos de 1850.
En sus muros destacan las obras Valle de Aconcagua, de Pedro Lira, Naturaleza muerta, de Luisa Scofield; Olivos del Principal, de Enrique Swinburn, y La caza, óleo sobre tela de autor anónimo perteneciente a la Escuela Europea del siglo XVIII.

### Salón Montt-Varas

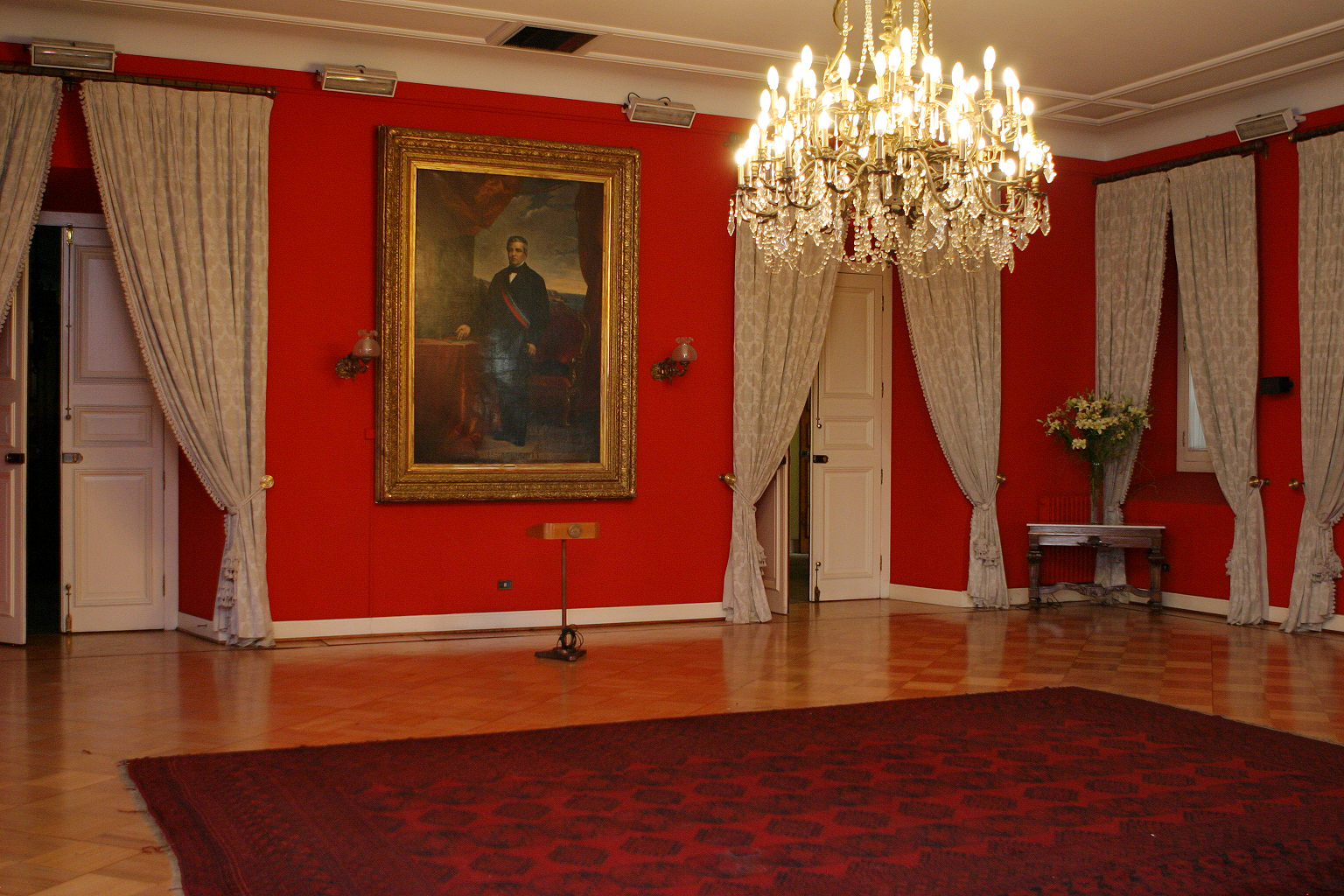
Salón Montt Varas

Dos enormes retratos que recuerdan a dos personajes de la historia del Chile republicano del siglo XIX se enfrentan, en sentido oriente–poniente, en uno de los principales salones protocolares del palacio de Gobierno: los del presidente Manuel Montt Torres (1851-1861) y su ministro del Interior, Antonio Varas de la Barra.
Ambos le dan el nombre a este salón, donde tradicionalmente se han efectuado las principales ceremonias de Estado, como firmas o promulgación de leyes y juramentos de los Gabinetes que han acompañado a los diversos mandatarios. En el caso de las promulgaciones, en algunas ocasiones, dicho salón no es ocupado para la ceremonia, debido a que se hace, si el clima lo permite, en el patio de las Camelias o en el de los Naranjos y en algunas ocasiones fuera de palacio.
También es habitual que en este espacio se realice la recepción de cartas credenciales de los embajadores extranjeros acreditados en Chile, además de almuerzos y cenas oficiales y de Estado.
Los dos cuadros que adornan este espacio pertenecen al pintor romano Bartolomé Pagani, y fueron encargados por el Gobierno de Chile a fines del siglo XIX. Asimismo, destaca la gran lámpara de bronce y cristal de origen español del XIX, y el parqué de eucaliptos de dos colores.
Está además la obra Hijo pródigo, un tapiz flamenco del siglo XVI, hecho en Bruselas, que forma parte de una colección basada en las parábolas de los Evangelios.

### Salón Pedro de Valdivia
Contiguo al salón Montt y Varas, ocupa la sala que en el edificio original tuvo el despacho del superintendente de la Real Casa de Moneda. Su nombre recuerda la denominación que tuvo Chile durante La Colonia. Actualmente, el salón es utilizado como un espacio de espera para los invitados a las ceremonias que se realizan el salón Montt y Varas, y también para cócteles y recepciones oficiales.
Su elemento más importante es el gran óleo sobre tela que representa al conquistador de Chile, capitán general Pedro de Valdivia, encargado al pintor español Ignacio Zuloaga por la colectividad española residente en Chile al cumplirse el cuarto centenario de la fundación de Santiago.
Cuando el artista español inició su obra, se dio cuenta de que no existían registros gráficos que confirmaran fehacientemente la fisonomía real de Valdivia, por lo que se basó en suposiciones y una idea personal para retratarlo. Por ello, en el costado izquierdo del lienzo, de 3 metros de alto y 2,17 metros de ancho, se puede leer una nota que dice: «Creo que así fue Pedro de Valdivia».
También se encuentra en este salón el retrato de García Hurtado de Mendoza, gobernador de la Capitanía General desde 1557 hasta 1561. Su imagen es una recreación romántica pintada por Alejandro Cicarelli (1810-1874), italiano contratado durante el Gobierno del presidente Manuel Bulnes para fundar la Academia de Pintura en 1849.
Destaca asimismo la lámpara central, íntegra de cristal, realizada en las fábricas de Baccarat hacia 1830. Fue propiedad de Francisco Echaurren Huidobro, intendente de Valparaíso, durante el Gobierno de Federico Errázuriz Zañartu.
Los muros del salón son blancos y el piso de mármol de Carrara blanco y negro. Aunque originalmente La Moneda no tuvo mármol, este se colocó en la última restauración de los años 80 para remarcar el carácter palaciego del edificio, tomando como modelo el diseño empleado en palacios españoles e italianos de la época.
Los muebles y otros elementos de decoración son de estilo Imperio, característico del período de 1800 a 1820, cuando concluyeron las obras del edificio. Dos cómodas francesas, de caoba y bronce, están decoradas en su frente con cuernos de la abundancia. Se atribuyen al mueblista Jacob Desmalter y son similares a un amoblado que este realizó para el palacio de Fontainebleau.
Los espejos, dos con marcos de caoba y dos dorados, son los llamados troumeau de la época Imperio, caracterizados por tener pinturas o grabados en su parte superior.

### Salón O'Higgins
Antigua sala de libranza, recibo y despacho de la Real Casa de Moneda, se comunica directamente al patio de Honor a través de una amplia portada. Su nombre recuerda al general Bernardo O'Higgins, director supremo desde 1817 a 1823.
En él se realizan numerosas recepciones oficiales, especialmente la de presentación de credenciales de diplomáticos acreditados ante nuestro Gobierno.
Recuerdan también a O'Higgins dos columnas de madera talladas y doradas, que enmarcaron primitivamente el dosel directorial en el antiguo palacio de Gobierno de la plaza de Armas. Formaron parte del primer mobiliario de La Moneda en 1846, y su imagen fue reproducida en el retrato oficial que Raymond Monvoisin hizo al presidente Manuel Bulnes y en el célebre cuadro del Consejo de Ministros del presidente Balmaceda pintado por Pedro Subercaseaux. Por más de medio siglo enmarcaron la declaración de la independencia nacional.
En este salón se encuentra uno de los mejores cuadros de La Moneda, La batalla de Maipú del pintor bávaro Juan Mauricio Rugendas. Arrimos y espejos son españoles. Dos, con policromía azul, son neoclásicos; los otros, dorados y tallados, son del siglo XVIII. Bajo ellos, dos arrimos dorados con cubierta de mármol blanco, época Fernando VII de España, hacia 1820, representan emplumadas cabezas de indios, probablemente alusivos a las colonias americanas. Una mesa similar a estos muebles se encuentra en el Palacio Real de Aranjuez.

### Salón Prat
La presidenta de la República, Michelle Bachelet, inauguró el 30 de diciembre de 2009 en La Moneda el salón Prat remodelado en el contexto de un plan de homenaje a los «grandes chilenos de la historia». Bachelet estuvo acompañada por la recién nombrada ministra Secretaria General de Gobierno, Pilar Armanet, y el ministro de Defensa Nacional Francisco Vidal.
En la ceremonia también estuvo presente el comandante en jefe de la Armada, almirante Edmundo González, quien afirmó que la decisión de incorporar este salón es «un acto mayor de lealtad y justicia» para el prócer. El salón Arturo Prat se ubica en el tercer piso del Palacio de La Moneda, fue diseñado en el estilo del resto de las dependencias del edificio, con tres salones conectados, una sala de espera, otra de reuniones y un comedor. El objetivo de este nuevo salón es recibir turistas para honrar la historia chilena y sus personajes y próceres; y también convertirse en una importante sala de reuniones ministeriales y bilaterales.
Cuenta con diferentes objetos históricos como dos platos de loza recuperados de la corbeta Esmeralda, el óleo de Cosme San Martín y la última carta manuscrita enviada por Arturo Prat a Carmela Carvajal, su esposa. Este salón fue el más dañado por el terremoto de 2010.

### Salón Vicente Huidobro
En 2013, el presidente Sebastián Piñera inauguró el Salón Vicente Huidobro, dedicado en honor al poeta homónimo. Estuvo ubicado en el gabinete de la primera dama.
En la ocasión se reveló una placa conmemorativa y se dio a conocer el material donado por la Fundación Vicente Huidobro: reproducciones de algunas de las fotografías más importantes de la vida del poeta; retratos realizados por dos de sus grandes amigos, Pablo Picasso y Juan Gris; una de sus clásicas pipas; dos de las ediciones más importantes de su obra; y seis de sus poemas pintados más representativos.

### Capilla

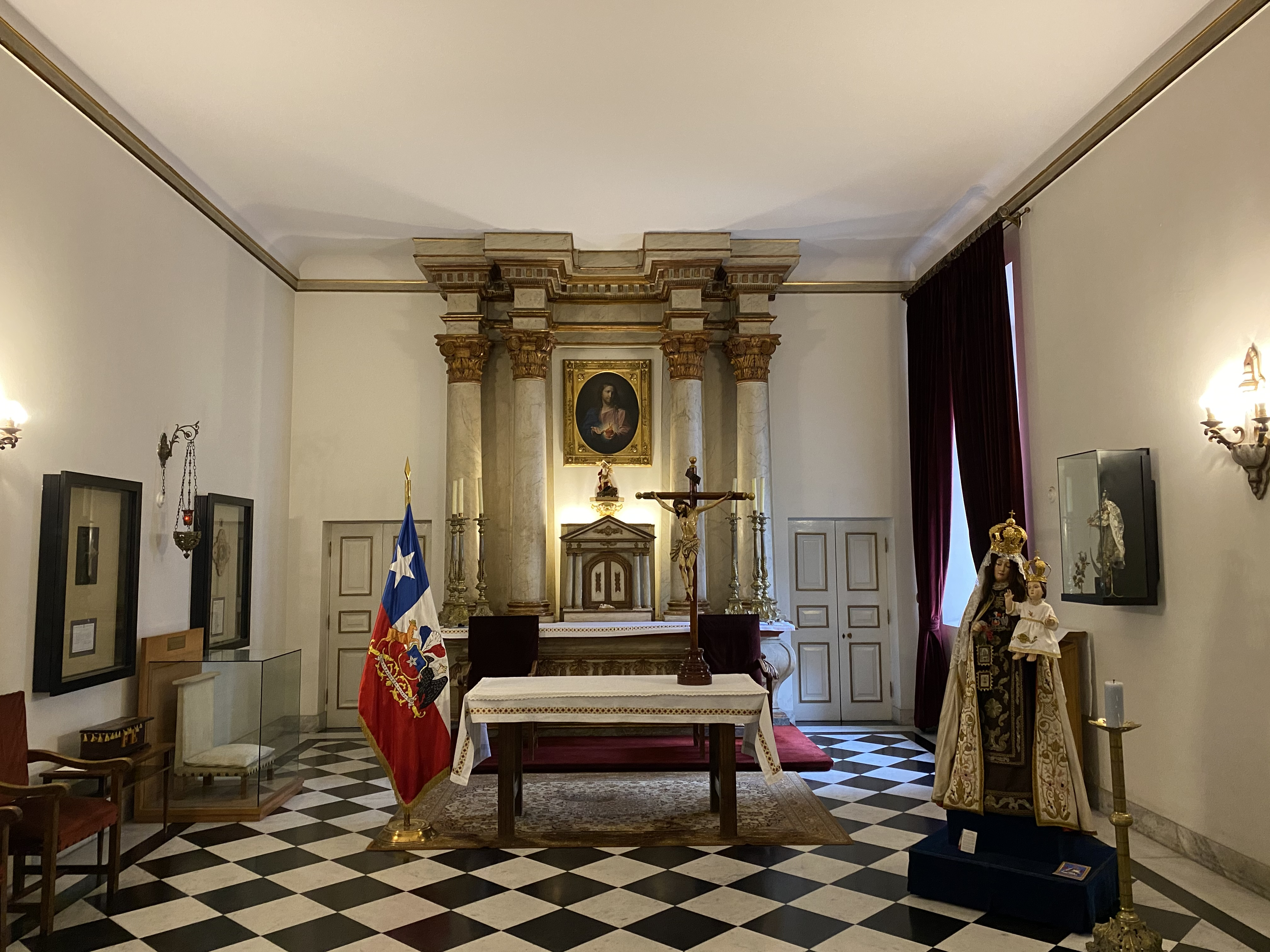
Capilla al interior del Palacio de La Moneda.

La ubicación actual de la capilla está consignada en los más antiguos planos del palacio, aunque durante su existencia ha sufrido diversas variaciones. La conclusión del altar y la decoración de sus muros fue completada en 1808 por Juan José de Goycolea, discípulo de Joaquín Toesca. Aunque originalmente fue concebida con doble altura sobre su ingreso norte, para que el Superintendente y su familia fuesen a misa diaria sin salir de su residencia, ésta fue suprimida en la remodelación de 1845, para dar más amplitud al sector presidencial del segundo piso. Pese a ello, continuó sirviendo como capilla, asistida por los capellanes de la presidencia.
Bajo el mandato del presidente Manuel Montt, se utilizó por primera vez para un servicio familiar, con el casamiento de una de sus hijas. También se casó en esta capilla, sin gran pompa, la hija del presidente Arturo Alessandri Palma en 1924, la víspera de su partida al exilio. Con posterioridad, la capilla y su capellán se trasladaron al sector presidencial de los altos, y tras ocupar distintas dependencias fue suprimida a mediados del siglo XX.
Restaurada nuevamente al costado del patio de Honor, tiene un altar neoclásico de madera policromada que imita falso mármol. El lugar principal lo ocupa una imagen de Jesús crucificado que permaneció durante largos años en el antiguo monasterio de las monjas de Santa Clara, en la Alameda. Tallada en madera y posiblemente fabricada en Quito, constituye una excelente obra del siglo XVII.
En los muros se observan cuatro lienzos con escenas de la vida de santos dominicos, parte de una gran serie de más de cien pinturas, que la orden fundada santo Domingo de Guzmán encargó a los artistas quiteños Antonio Palacios y Ascencio Cabrera, entre 1837 y 1841.
También destacan por su calidad como imaginería religiosa una imagen filipina de la Virgen del Carmen, fabricada en los talleres de los agustinos en siglo XVIII en Manila, y una imagen del Sagrado Corazón, réplica del original del siglo XVIII hecha por Pompeo Batoni.
En abril de 1987, este lugar recibió la visita del papa Juan Pablo II, acompañado por el general Augusto Pinochet, donde se detuvo a orar unos instantes arrodillado, y luego se volvió para bendecir a los presentes.

## Entorno

### Barrio cívico
La expresión las cuatro cuadras (o manzanas) en torno a La Moneda se usa para referirse a alguna acción del gobierno o la Presidencia. Este apelativo tiene su origen a que en torno a La Moneda se construyó el barrio Cívico de Santiago con los principales ministerios y dependencias del Estado (Ministerio de Defensa, de Hacienda, de Obras Públicas, de Agricultura, de Justicia, la Contraloría General de la República, la Intendencia de la Región Metropolitana de Santiago, el Banco del Estado y muy recientemente la Cancillería).

## Galería

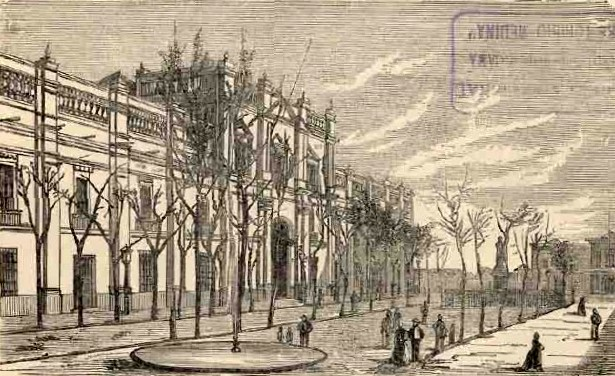
La Moneda en 1872.
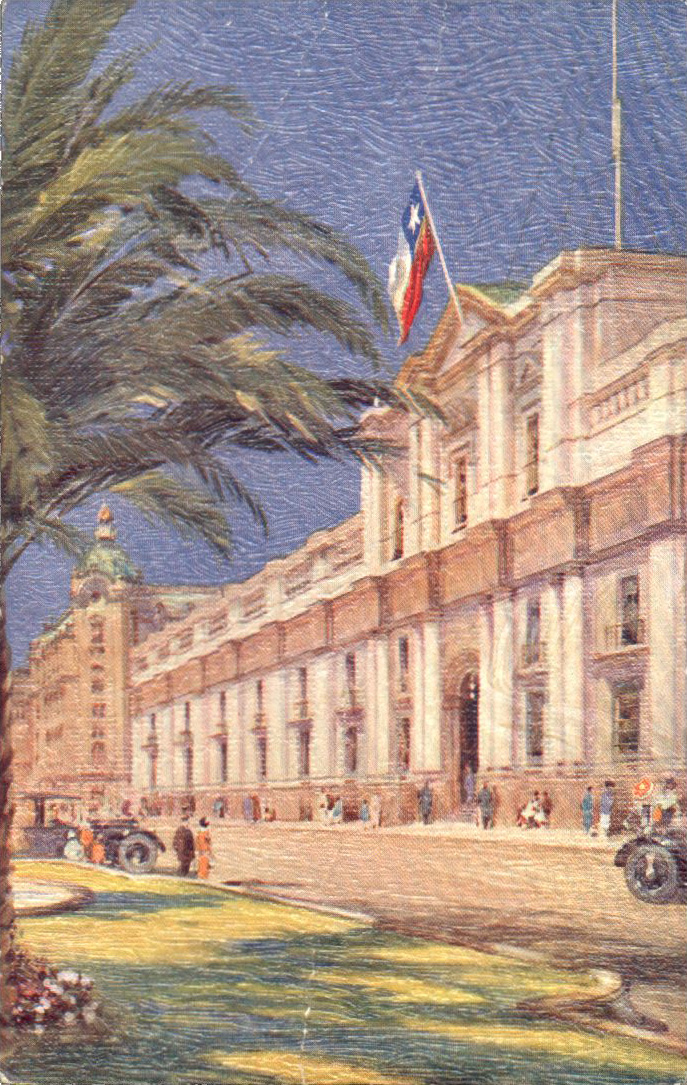
Tarjeta postal de 1934.
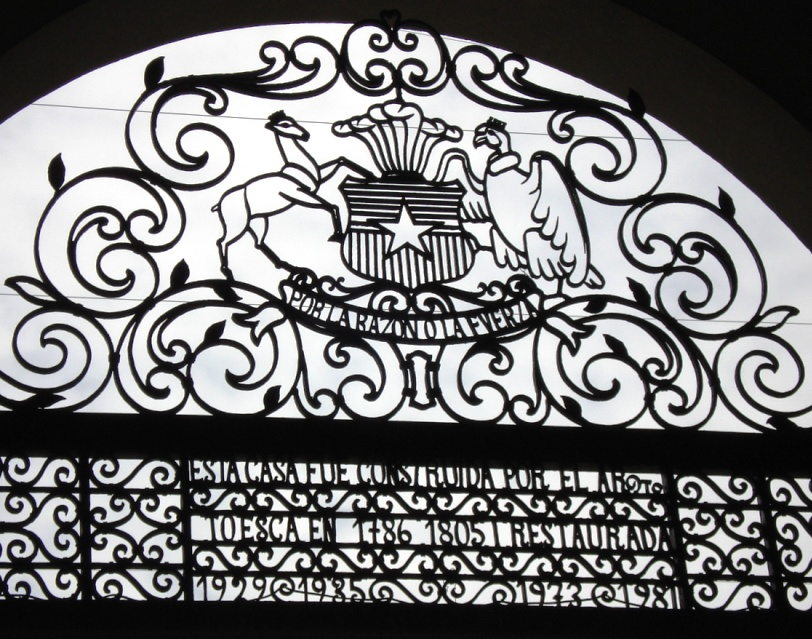
Escudo forjado en el pórtico de entrada de La Moneda.
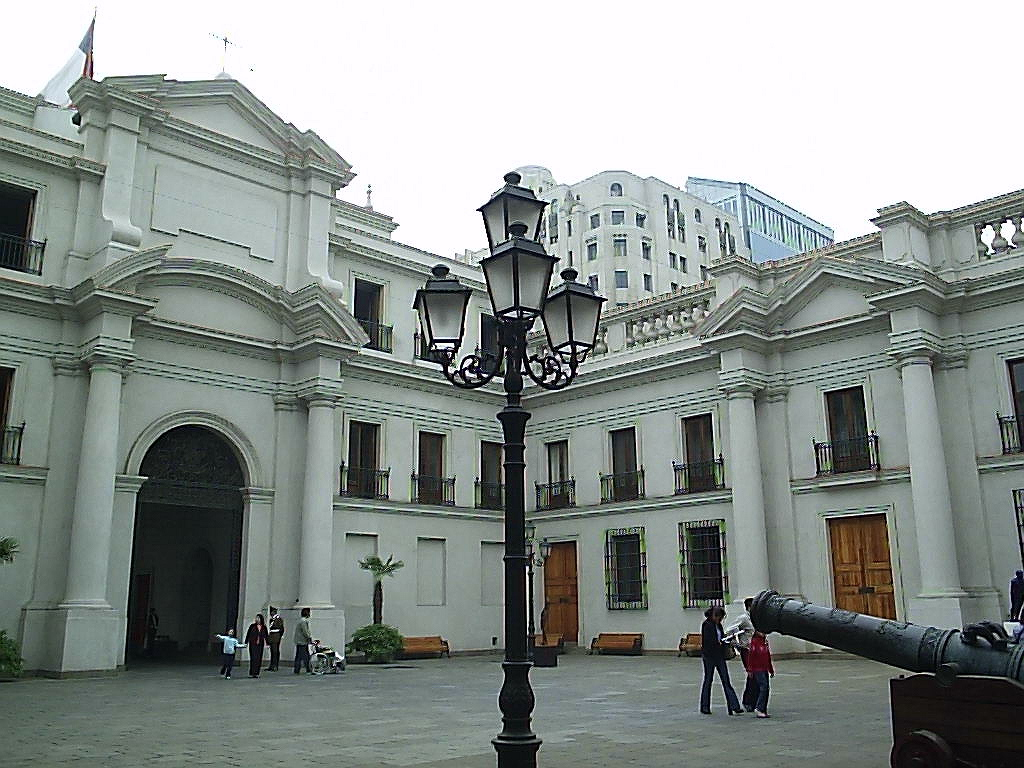
Patio de los cañones.
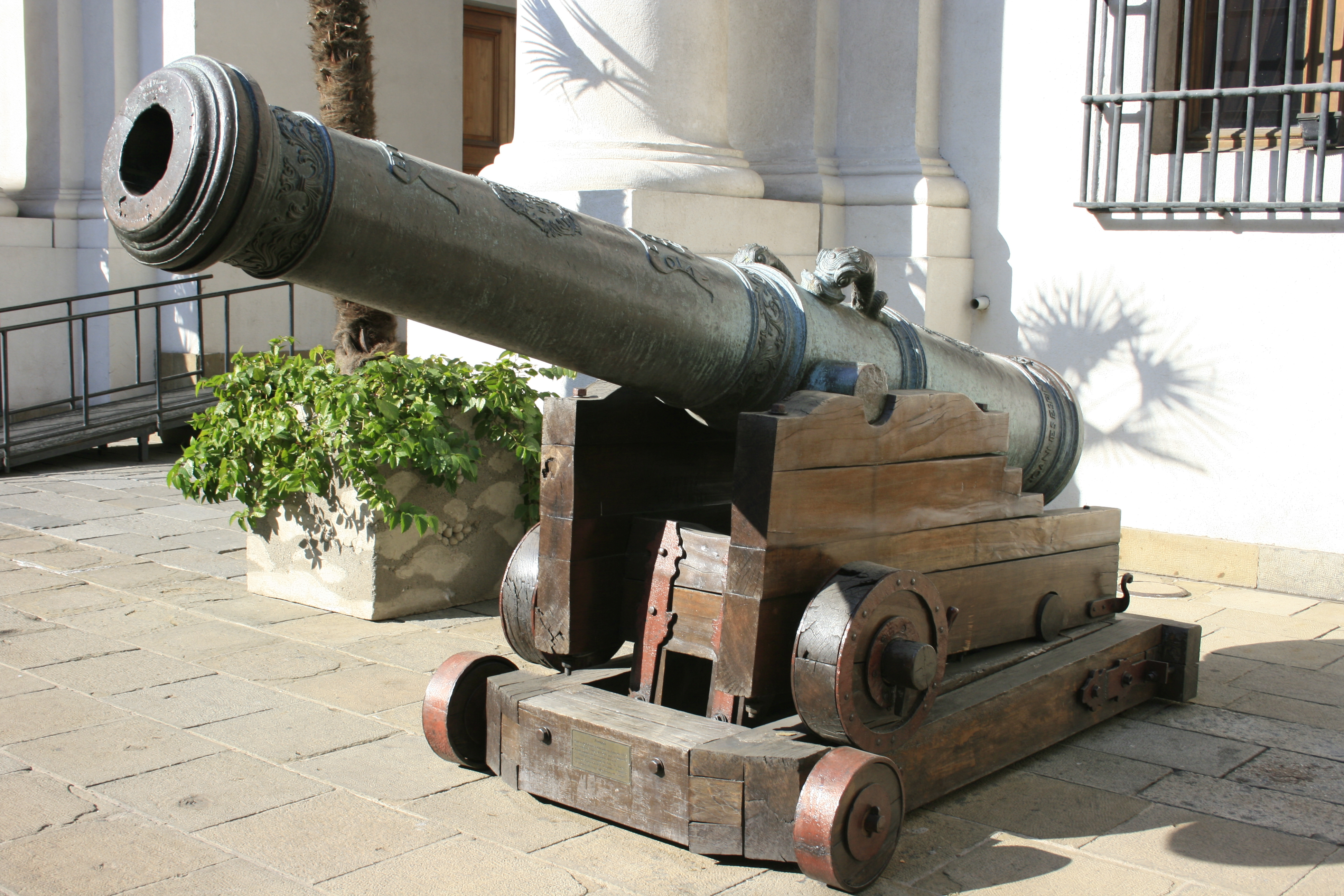
Cañón de bronce en el patio de los Cañones.
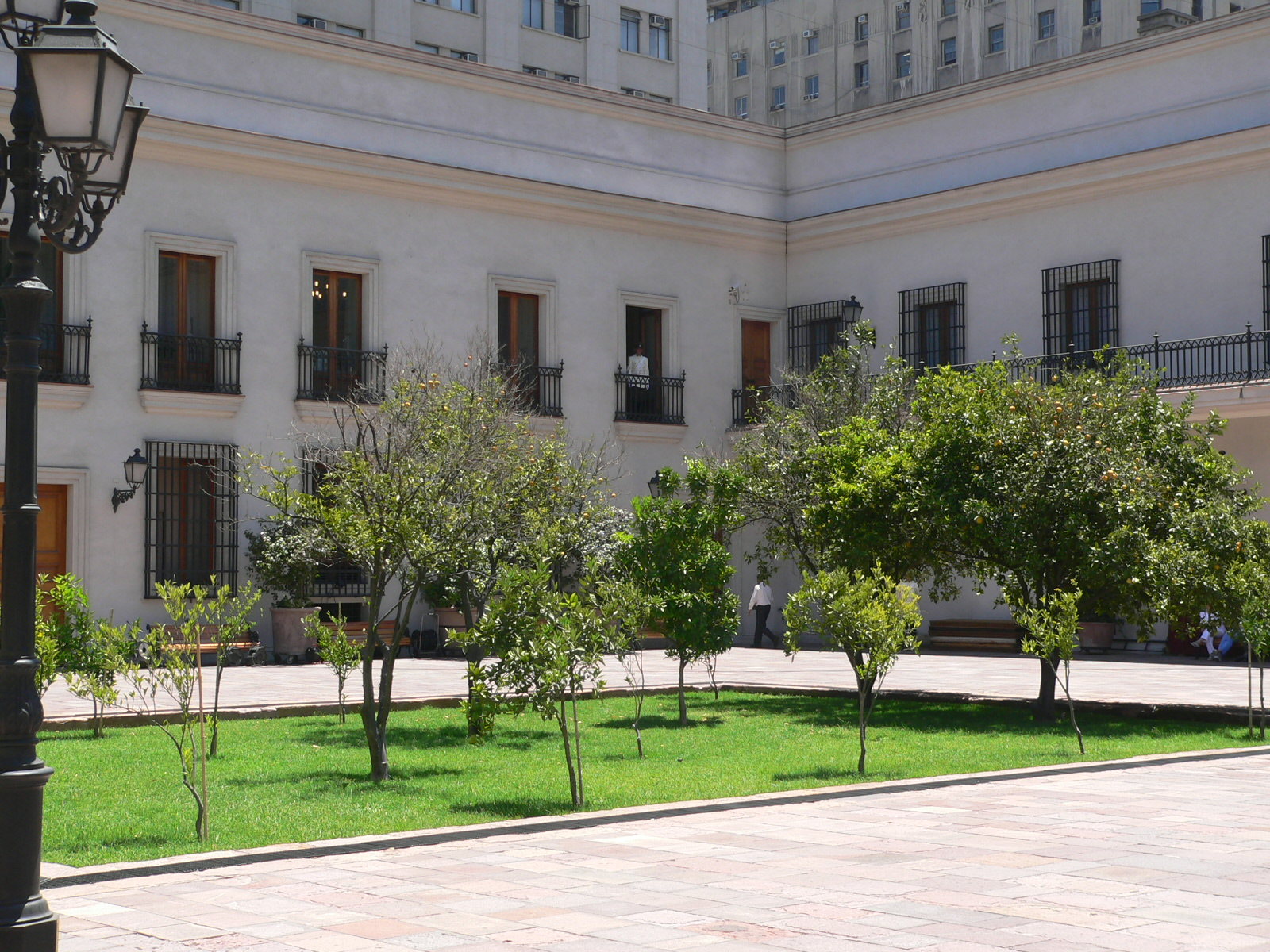
Patio de los Naranjos.
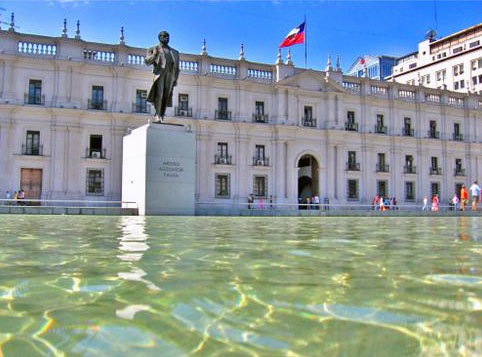
Monumento a Arturo Alessandri, del italiano Aroldo Bellini, frente a la fachada sur de La Moneda.
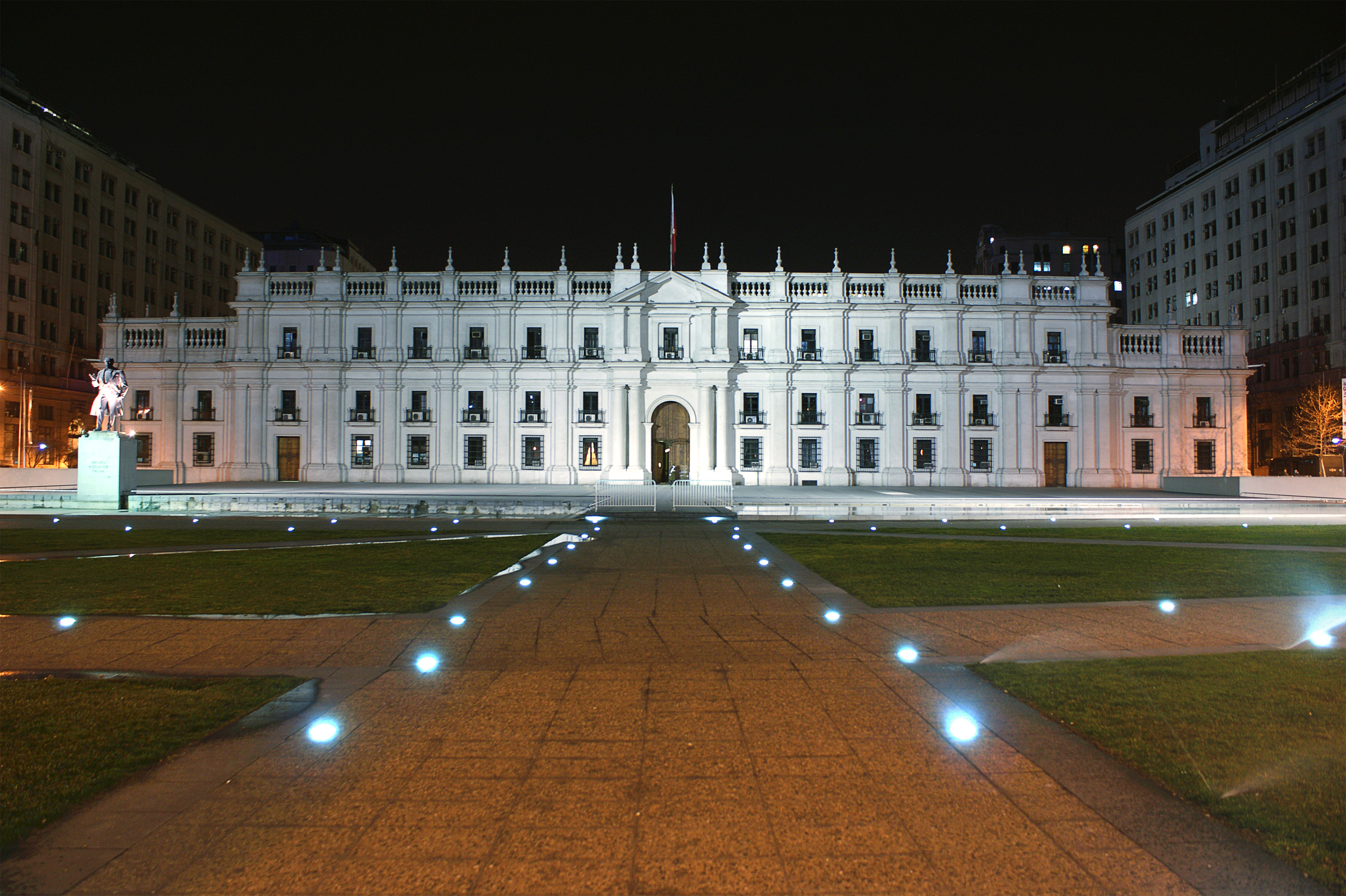
Vista nocturna de la fachada sur de La Moneda.
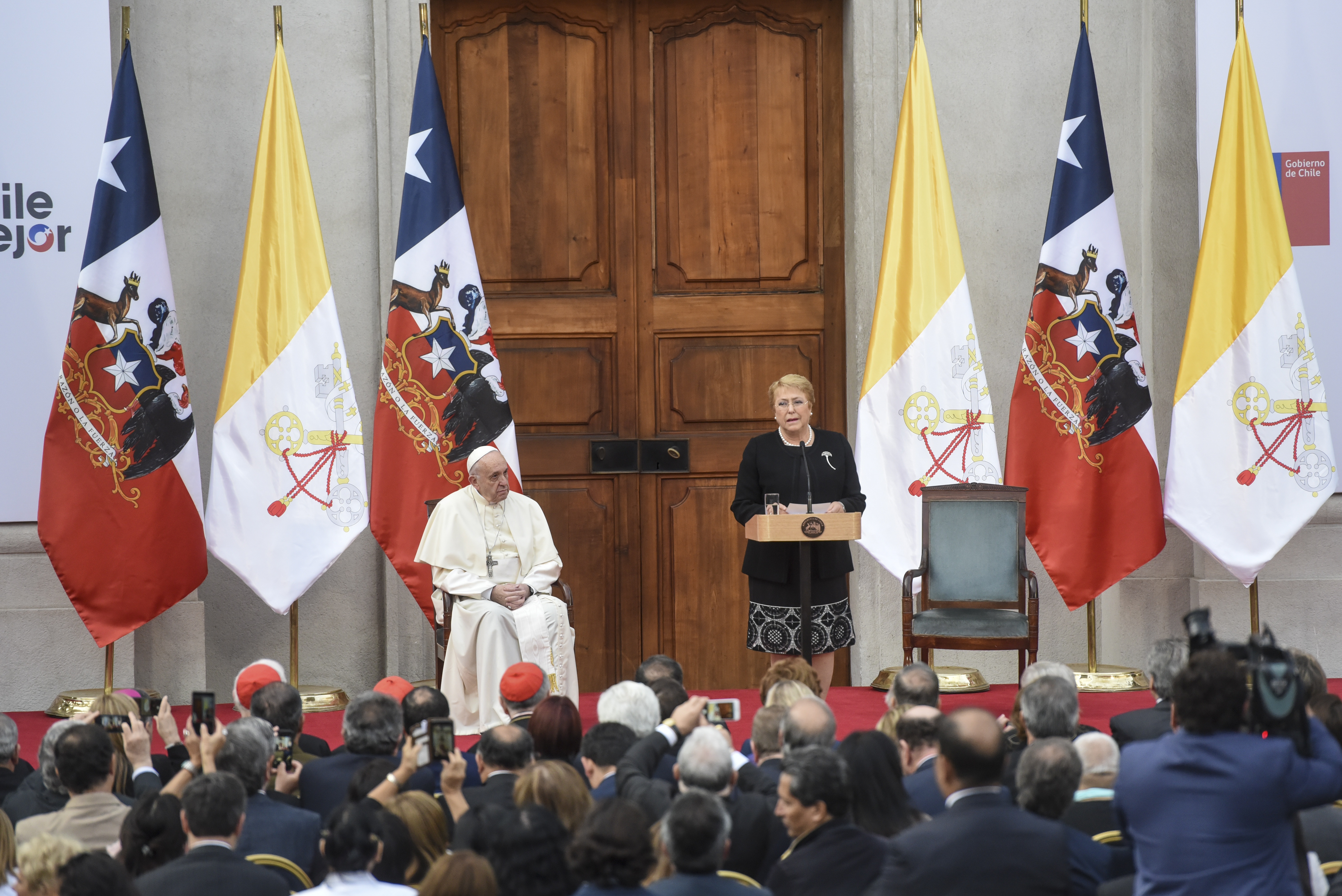
Michelle Bachelet recibe al papa Francisco en el patio de los Naranjos.
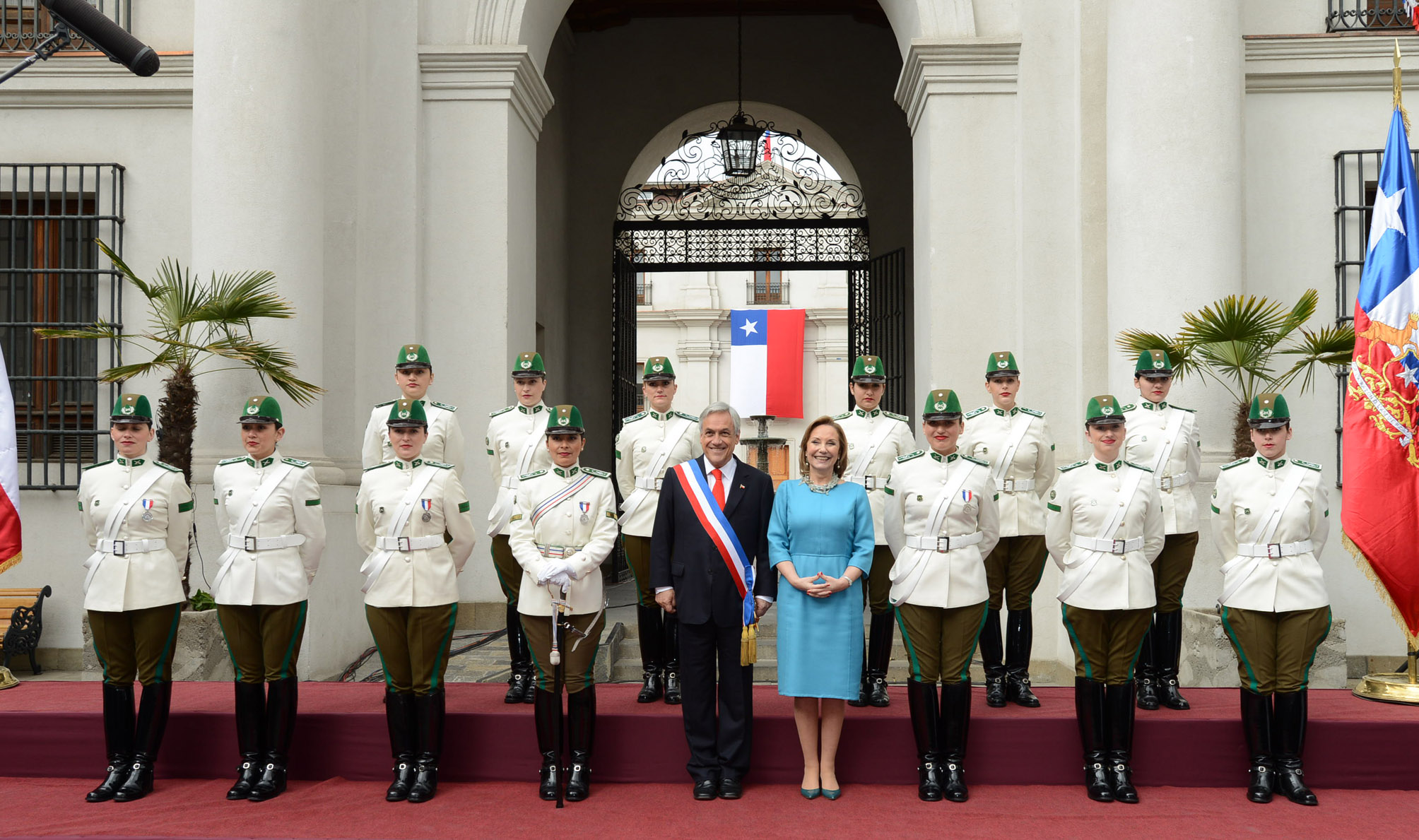
Personal femenino de la Guardia de Palacio junto a Sebastián Piñera.
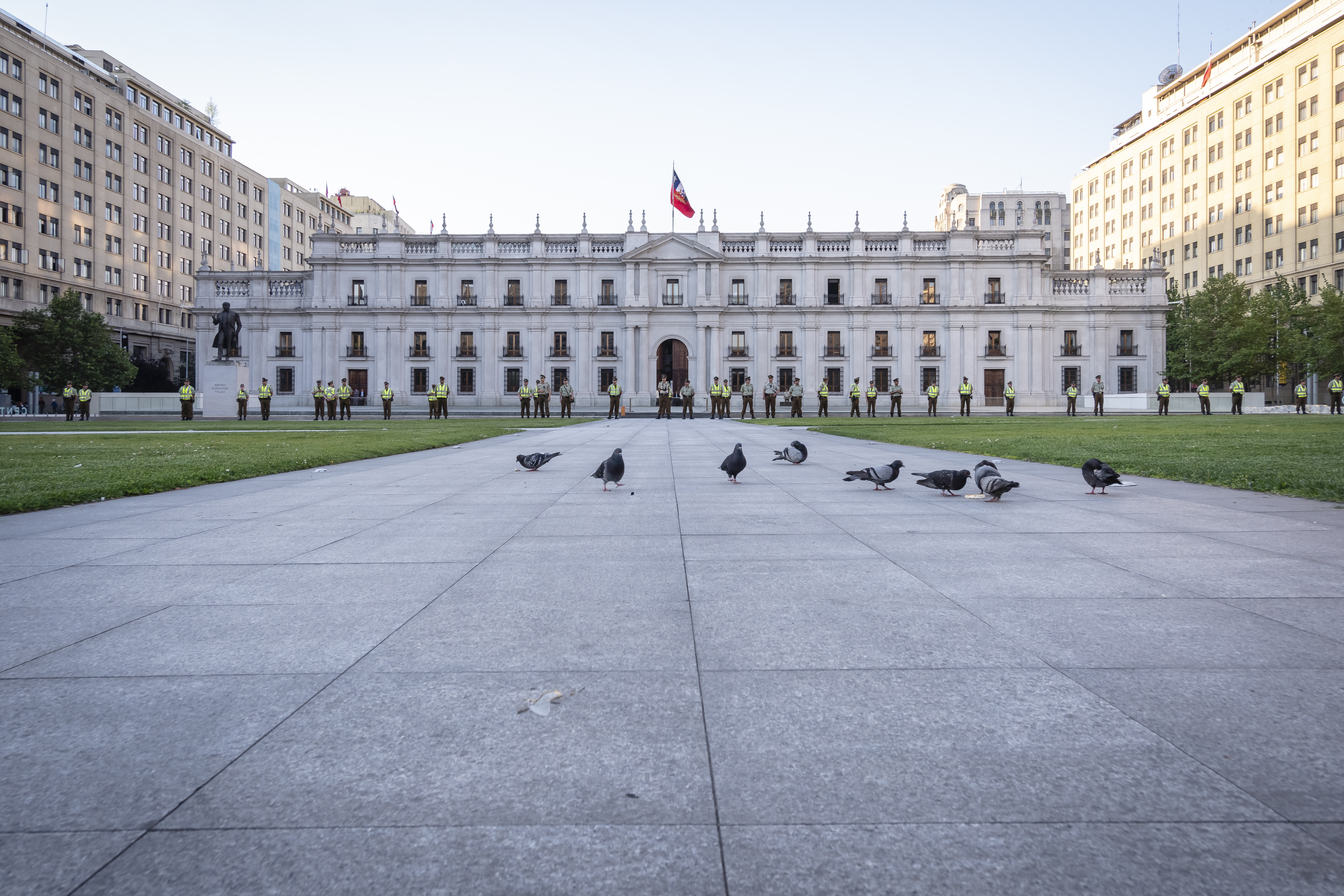
Palacio de La Moneda custodiado por fuerzas policiales, la tarde del viernes 18 de octubre de 2019.

### Vista panorámica

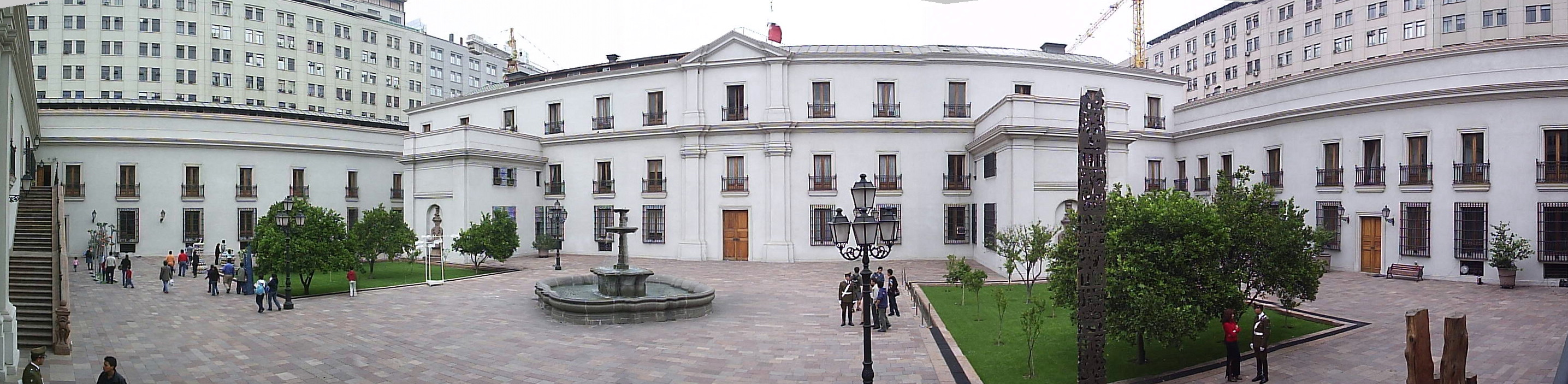
Vista panorámica del Patio de los Naranjos (Interior del Palacio).